# Banecidas
Banecidas es una localidad del municipio leonés de Santa María del Monte de Cea, comunidad autónoma de Castilla y León (España). Pertenece al partido judicial de Sahagún y a la comarca de Tierra de Sahagún. Cuenta con una población de 20 habitantes (INE 2023).
A lo largo de la historia también ha sido conocido con los nombres de: villa Vanizati, Vanizati, Vanetidas, Vanisçid, Vanaçides, Vanezidas y Vanecidas hasta llegar al actual Banecidas.
Sus casas de adobe y huertas rodeadas de chopos están situada en una de las laderas del valle por el que discurre el arroyo Ranero, más conocido por sus habitantes como el Reguero, un afluente del río Cea que nace en Villamizar de la Mata y desemboca en las inmediaciones de Trianos.
El valle está limitado por dos cadenas de colinas siguen el curso del Reguero, siendo las Milaneras y las Cárcavas los puntos más elevados y escarpados de las mismas. Pasada la fuente de la Malena, las lomas van suavizándose poco a poco y, a partir de Teruelo, el valle se abre y se funde con la planicie que forma la vega del Cea.
Los encinares del Montecillo y Torre constituyen un corredor natural entre los montes de Villacintor, Santa María del Monte de Cea, Castellanos y Villamol, mientras que las matas de Valdeálbaro unen los montes de Villamizar, con Valdesomigo y los de Villacalabuey.

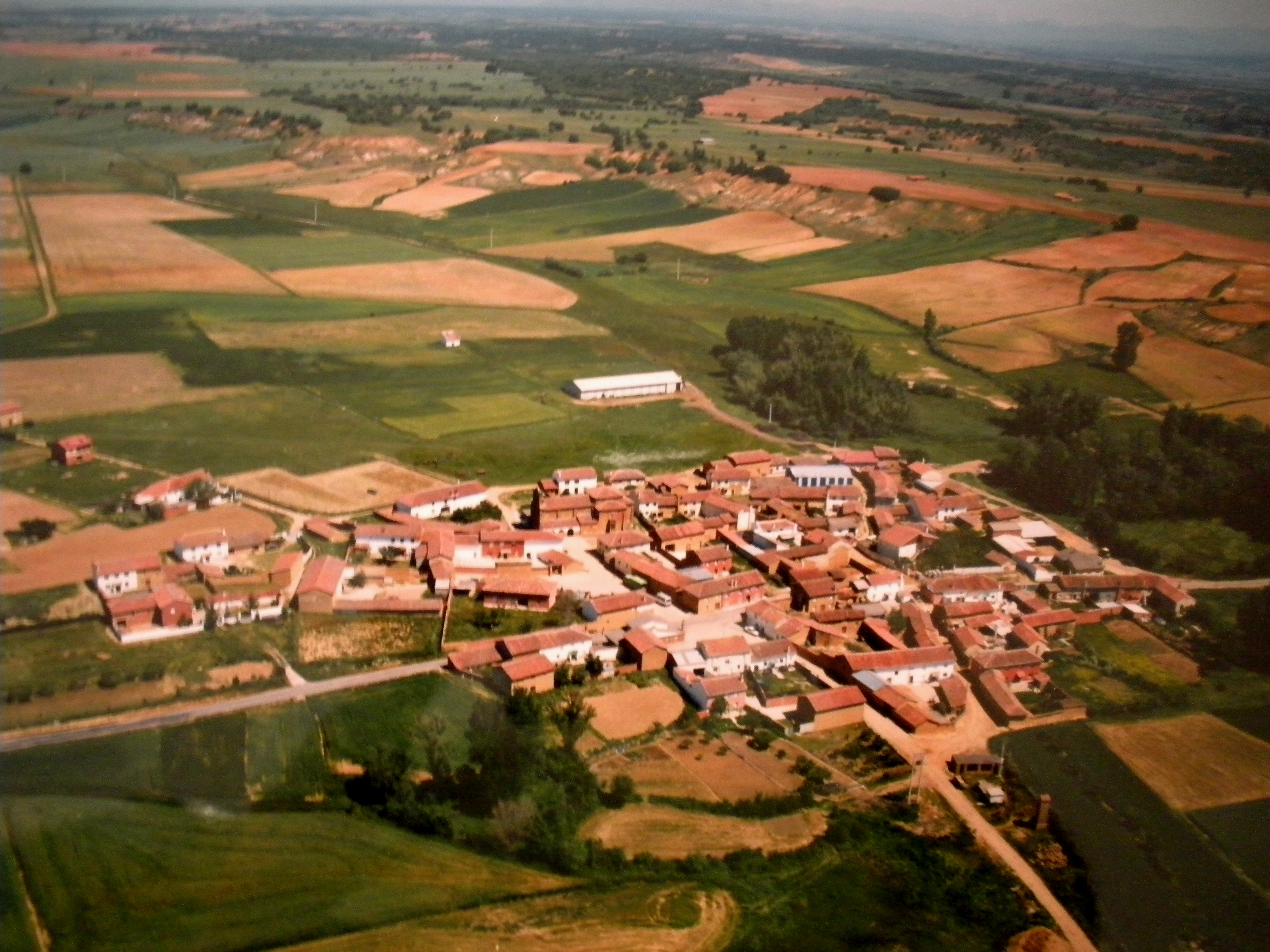

El pueblo cuenta con varias fuentes en su núcleo urbano como el Caño o la Entanilla, y en muchos otros lugares de sus alrededores: el Manadero, la fuente de la Malena, Torre, las aguas de Valdeálbar o Valdesomigo. Así mismo, tiene dos humedales, uno más pequeño al lado del pueblo llamado la Barrera y una laguna mayor en el Páramo.
Una carretera asfaltada une a Banecidas con las cercanas localidades de Castellanos y Villacalabuey, al mismo tiempo que un desvío permite llegar directamente a Santa María del Monte de Cea. Existen otros caminos de concentración que acortan el recorrido hasta las poblaciones de Villamol, Bustillo de Cea y Cea.

## Historia

### Edad Antigua

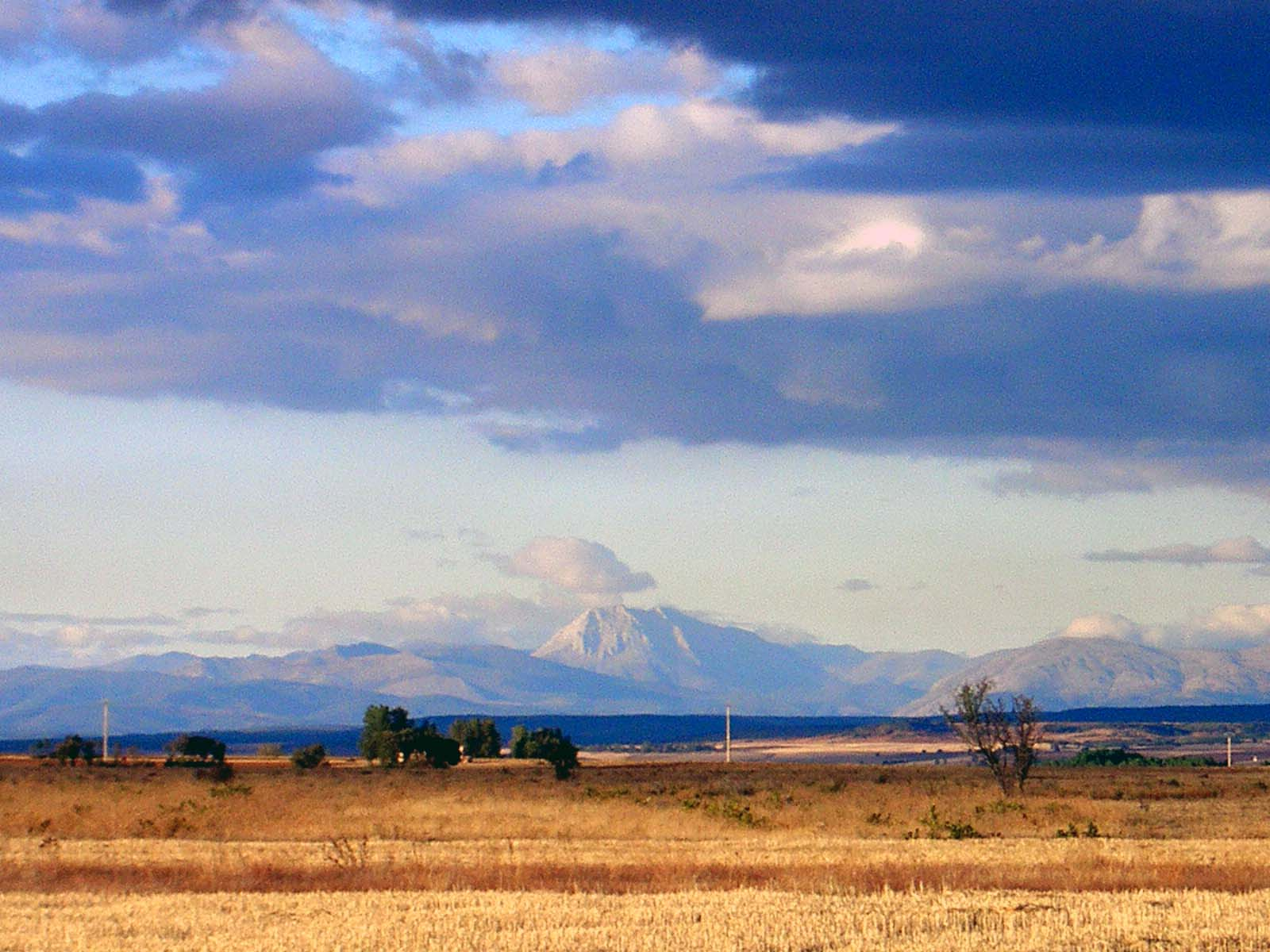
Vistas de la Cordillera Cantábrica desde Banecidas.

En la antigüedad el río Cea y el río Esla delimitaban, aproximadamente, las áreas de influencia de los pueblos astures y vacceos. Por ejemplo en Cea se han encontrado ruinas de un posible asentamiento vacceo.
Con posterioridad en la zona habrá presencia romana, caracterizada en una primera fase por la conquista de las tribus hispánicas situadas en la meseta. En una segunda fase se suceden los ataques desde la Cordillera Cantábrica contra las patrullas romanas y los pueblos ya dominados de la meseta. Para acabar con esa situación, Octavio Augusto decide finalizar la conquista de todo el norte peninsular y derrota a las tribus norteñas después de años de enfrentamientos en las guerras cántabras.
Después de la pacificación, los asentamientos romanos más habituales en la comarca fueron las villas dedicadas al cultivo de cereales. En Villamizar encontramos restos en Las Moralas y, con algunas dudas, un horno en la Fuente el horno'. En Villamol han aparecido restos de una villa en Santa Colomba'. En Sahagún existió un asentamiento de población más importante llamado Camala, por donde pasaba la calzada romana que con el tiempo se convertiría en el Camino de Santiago. En la actualidad todavía se conservan restos de la calzada secundaria que unía Calzadilla de los Hermanillos con Reliegos, cuyo tramo más visible empieza en la bifurcación de la carretera hacia El Burgo Ranero y Villamuñio.
No existen pruebas sobre de asentamientos durante la prehistoria o la Edad Antigua en Banecidas, pero si existió alguna villa, su ubicación más probable sería en la zona cercana al Huerto del Rey, en las tierras situadas entre el reguero y el camino de concentración. En esas tierras han aparecido en el pasado restos de tejas planas características de las edificaciones romanas y fragmentos de la muela de un molino.

### Edad Media

#### DelsigloValsigloIX

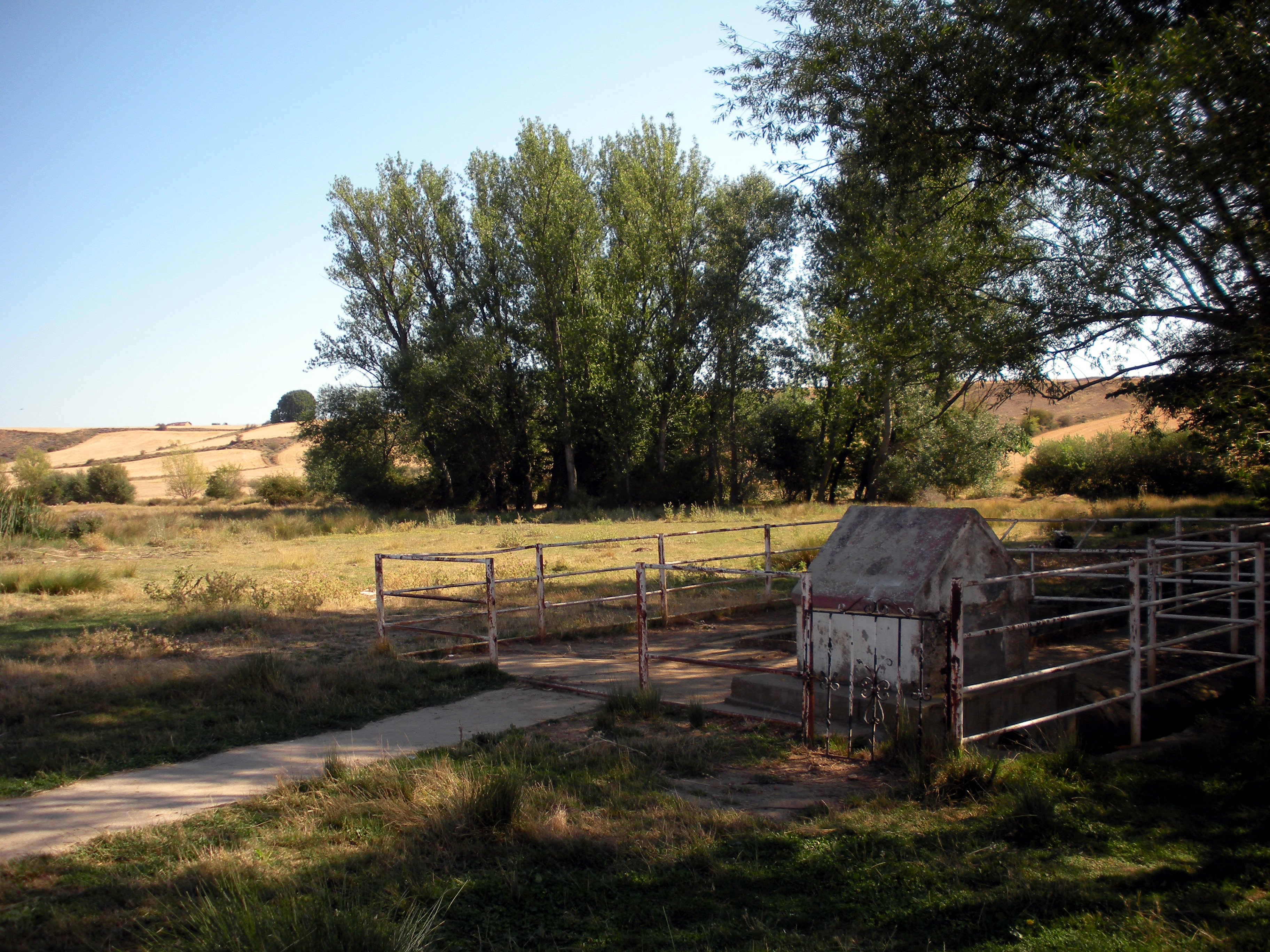

El dominio romano dará paso a las invasiones de los pueblos germánicos: alanos, suevos y vándalos, desplazados posteriormente por los visigodos. Estos últimos acabarán instaurando el Reino visigodo, que se desmoronará a principios del siglo VIII tras su derrota ante los bereberes musulmanes en la Batalla de Guadalete.
En ese momento la población hispanorromana y visigoda adoptará diferentes actitudes: la mayoría acogerá a los musulmanes y se convertirá al Islam; los mozárabes conservarán la religión cristiana en Al-Ándalus y algunas zonas de la Cordillera Cantábrica y Pirineos quedarán libres de la influencia musulmana. Los descendientes de astures, cántabros, vascos y los refugiados visigodos e hispanorromanos constituirán en la cornisa cantábrica el embrión del Reino de Asturias.
A mediados del siglo VIII el rey Alfonso I de Asturias inició una campaña para aumentar la población de su reino llevándose a los habitantes de las ciudades y pueblos situados entre el río Duero y la cordillera Cantábrica, lo que despoblará gran parte de ese territorio durante más de 150 años.
Durante la primera mitad del siglo IX, la convivencia entre musulmanes y mozárabes en Al-Ándalus se fue deteriorando, lo que acrecentó el éxodo de los cristianos hacia el norte.
La continua llegada de nuevos habitantes al reino de Asturias provocará que los recursos naturales resulten insuficientes para satisfacer sus necesidades. La superpoblación del reino cristiano y los enfrentamientos internos entre musulmanes tendrán dos consecuencias: el inicio de la repoblación de tierras en la zona más cercana a la cordillera Cantábrica y la reconstrucción de diversas ciudades amuralladas (Tuy, Astorga, León, Amaya) como línea de defensa del reino.

#### DelsigloXalsigloXV

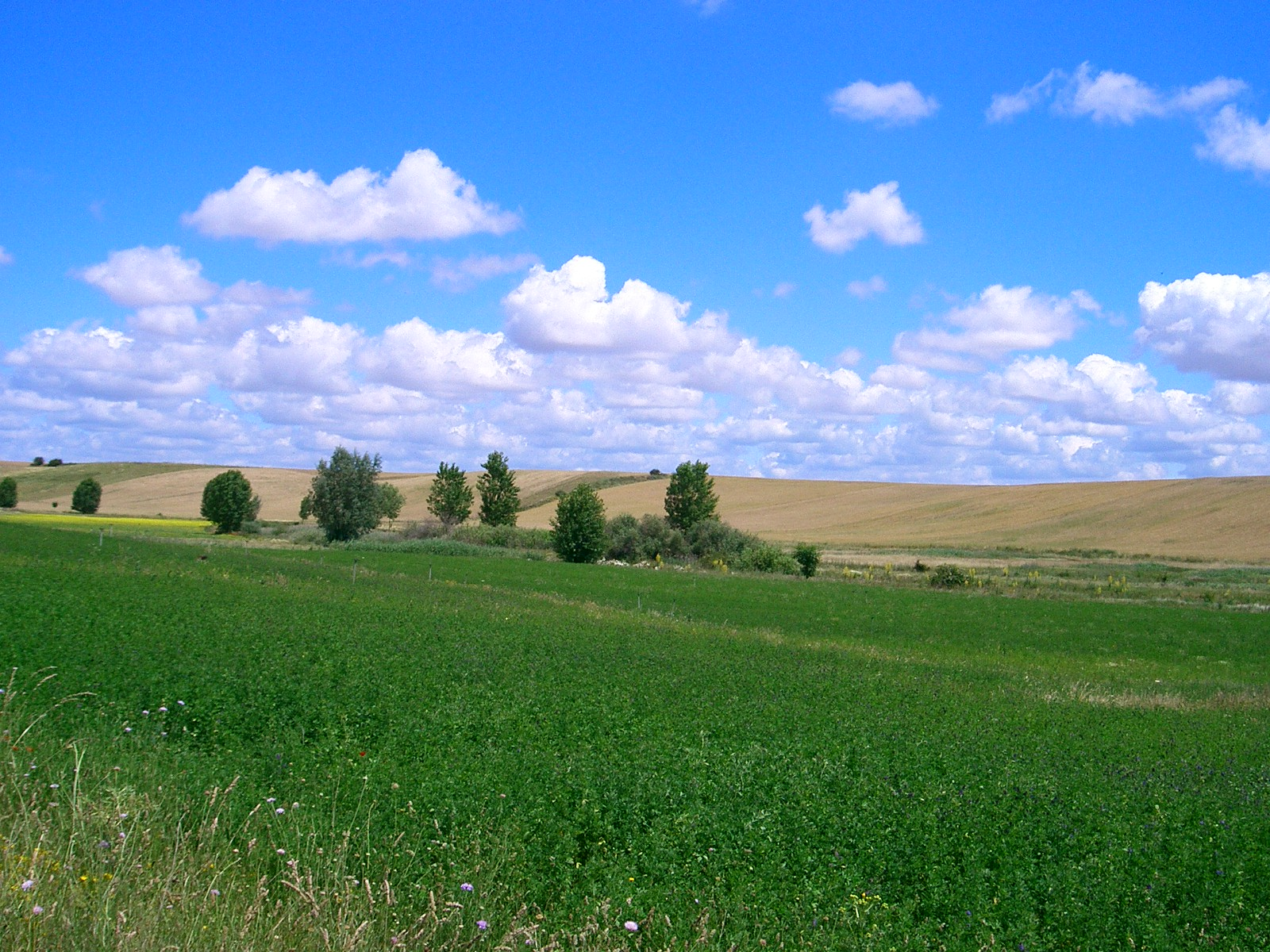

Los reyes asturianos promovieron la colonización de nuevos territorios con la colaboración de monasterios y nobles. Desde el Monasterio de Ardón, se abordó la repoblación del Páramo Leonés hasta el río Cea. En el siglo IX se fundó el monasterio consagrado a los santos Facundo y Primitivo que dará origen a la localidad de Sahagún. Otros asentamientos fueron el resultado de la iniciativa de campesinos que descendían de las montañas y comenzaron a cultivar tierras.
En la primera mitad del siglo X encontramos la primera referencia documental sobre Banecidas: un eclesiástico llamado Beruffo, menciona a villa Vanizati entre sus propiedades. Este nombre proviene de las palabras árabes, “vani” (o “bani”) y “Zait” que podríamos traducir como villa del Hijo de Zait. Banecidas fue una de las poblaciones más antiguas del municipio de Santa María del Monte de Cea, una alcurnia andalusí donde se establecieron refugiados mozárabes de la familia Zait. En las cuencas del río Cea y del río Valderaduey encontramos varios lugares, algunos desaparecidos desde hace tiempo, con el mismo origen: la villa del Valle Andrinos en el término de Castellanos, Hoques en el de Villamizar, Trianos, Castromudarra, Valdejoque, Albires o Almanza.
Durante los siglos posteriores el Monasterio de Sahagún fue acrecentado su poder y en algún momento encontramos a Banecidas entre sus dominios. La religiosidad de la época hacía a los monasterios beneficiarios de donaciones y herencias que acrecentaban los territorios bajo su jurisdicción. Con el objeto de agrupar sus posesiones, los monasterios permutaban tierras y pueblos o incluso procedía a su adquisición.

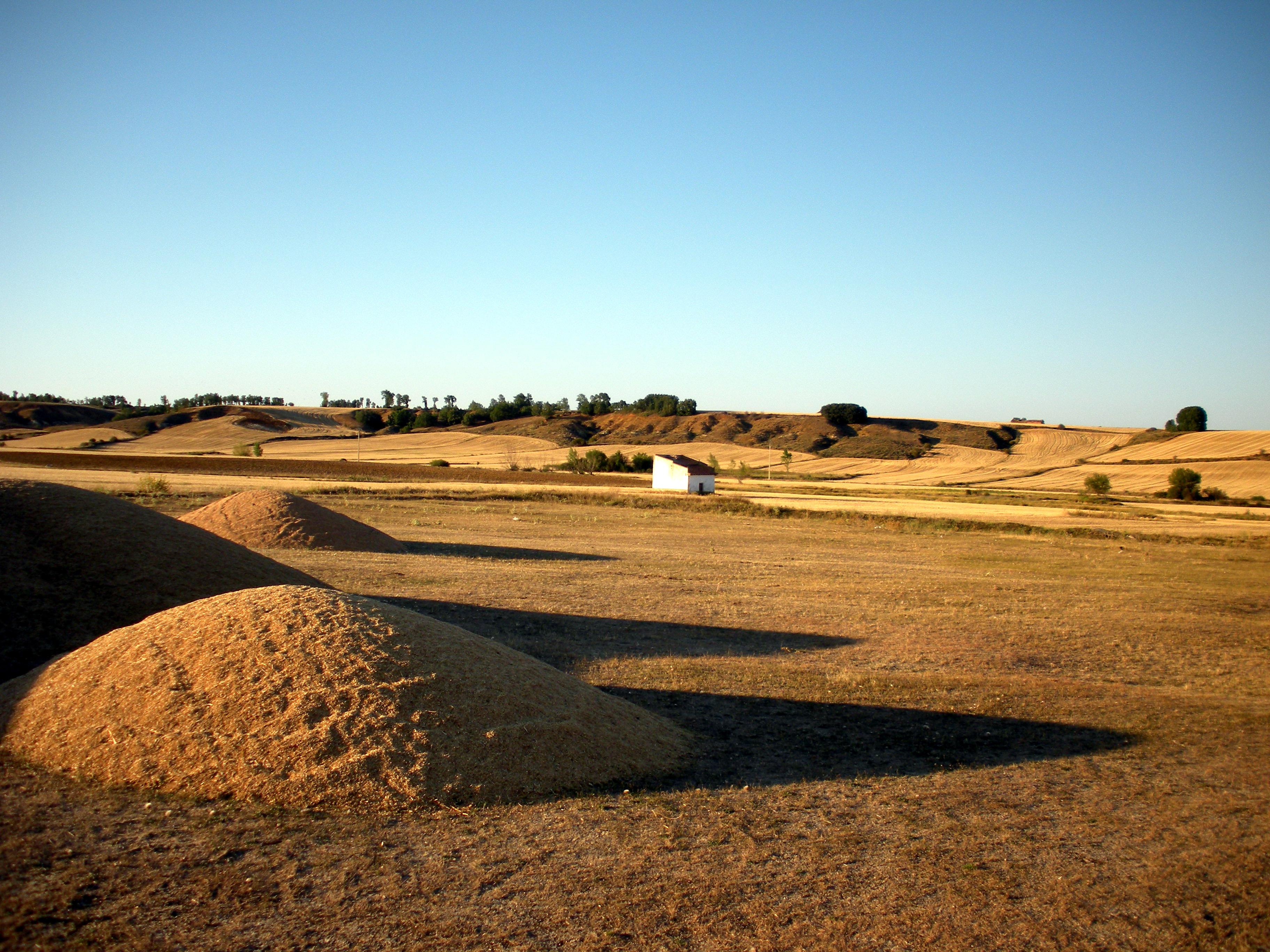

A finales del siglo XII un documento en latín aporta nuevos datos sobre la historia de Banecidas: el Rey Alfonso VIII de Castilla intercambia diversos pueblos de su propiedad situados entre Villamol y Calzada del Coto (Santa Columba, la Serna y la Sernilla, actualmente desaparecidos) por la villa e iglesia de Vanescidas, que de esta manera pasará a ser un dominio real.
La siguiente referencia la encontramos en una sentencia en castellano de mediados del siglo XIII, mediante la que Fernando III de Castilla dirimía un conflicto por cuestiones de tierras entre el concejo de Cea y el Convento de Santa María la Real de Trianos. En ella se nombra al pueblo utilizando el término Vanetidas y se hace mención a la advocación de su iglesia a Santo Tomás.
Del mismo siglo es la anotación en el Becerro de Presentaciones, en el que Banecidas aparece relacionada entre las iglesias del Arciprestazgo de Cea como Vanisçid. En el documento se reitera que la iglesia está bajo el patrocinio de Santo Tomás y se recogen los tributos eclesiásticos que soportaba la población: "Del conceyo. Da terçia al prestamero Rui Pérez de Piasca, e lo al, los clérigos, fora II dezmeros del rei; e dos maravedis en procuraçion".

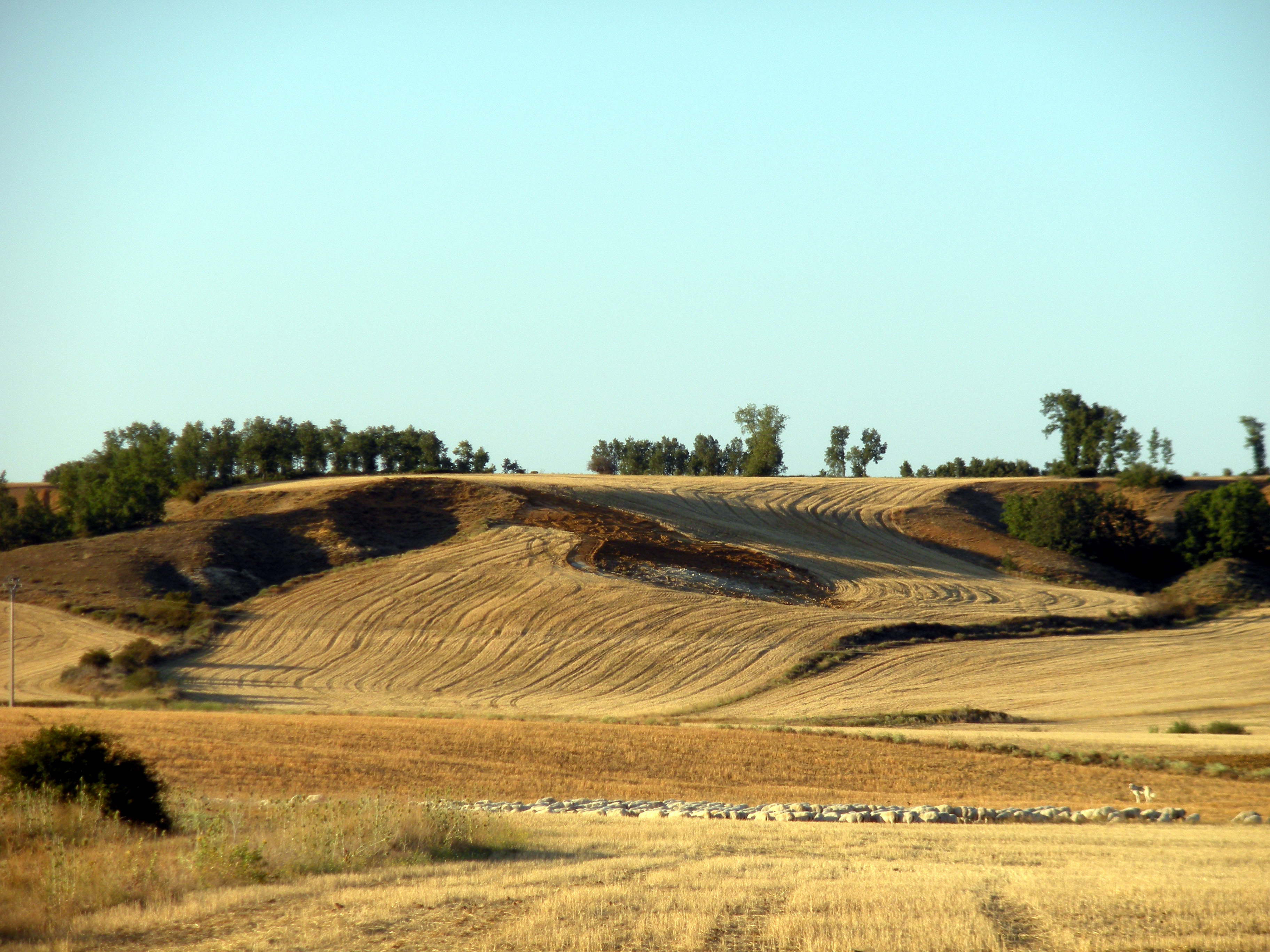

A mediados del siglo XIV, Pedro I de Castilla impulsa la recopilación del Becerro de las Merindades de Castilla (conocido como Becerro de las Behetrías de Castilla), donde se recogen las poblaciones incluidas en cada una de las divisiones administrativas y territoriales llamadas Merindades y determina de quien dependía el pueblo: el rey, un señor, un monasterio. Banecidas aparece dentro de la Merindad de Saldaña con la denominación de Vanaçides, siendo la principal diferencia respecto a épocas anteriores el hecho de que ha dejado de ser tierra de realengo para pasar a ser un dominio señorial de Don Juan Alfonso de Alburquerque, privado de los reyes Alfonso XI y Pedro I de Castilla. El texto también establece los diversos impuestos que debían pagar sus habitantes al rey a su señor: “Este logar es aldea de Cea e que es del dicho don Johan Alfonso. Pagan al Rey moneda e servicios, e que non pagan fonsadera. Dan al dicho don Johan Alfonso, cada anno, cada orne, que a quantía de sesenta maravedís, por martiniga seys maravedís; e quel dicho lugar que paga, con Çea e sus aldeas, lo quel cabe a pagar en los mill maravedís que dan al dicho don Johan Alfonso por yantar cada anno”.
Don Juan Alfonso de Alburquerque se enfrentó con Pedro I de Castilla en uno de los habituales conflictos entre nobleza y reyes de ese siglo y gran parte del siglo XIV. El rey atacó las tierras del noble, entre ellas el Castillo de Cea que será destruido en este conflicto (la torre que vemos corresponde a una reconstrucción posterior). Como consecuencia de esos enfrentamientos, herencias y dotes matrimoniales, el Señorío de Cea pasó por las manos diversas familias nobiliarias.
No fueron tiempos fáciles, pues las frecuentes guerras, las malas cosechas, las epidemias, los desmedidos tributos y las migraciones hicieron desaparecer asentamientos como el de Oteruelo en Banecidas (en la zona de Teruelo) y Hoques en Villacalabuey. Los señores de Cea aprovecharon las circunstancias para su reafirmar su poder señorial sobre los habitantes de la zona y aumentar su patrimonio, adueñándose de campos y montes en Hoques, Valdehoques, Santo Tirso, Villaheles, la Mata Salgüeros y Foncavada.

### Edad Moderna

#### SigloXVIysigloXVII

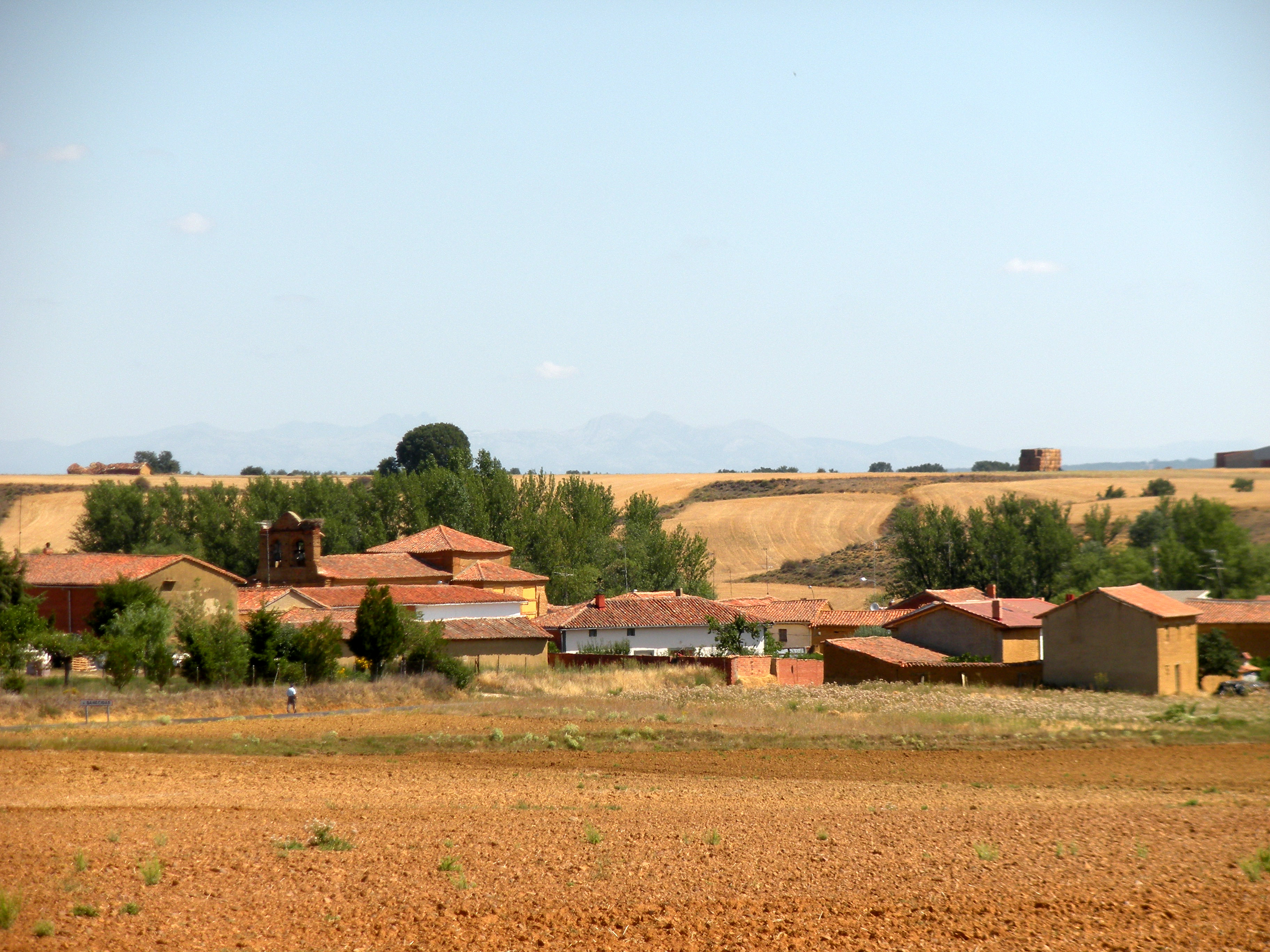

El nuevo siglo se inicia con conflictos por la sucesión de la Corona de Castilla, una nueva dinastía: la Casa de Habsburgo y la Guerra Civil Castellana, las Comunidades de Castilla, que en la zona de Tierra de Sahagún deriva en una revuelta antiseñorial.
A principios del siglo XVI el señorío de Cea era un dominio vinculado a la familia que ostentaban los títulos del Marquesado de Denia y Condado de Lerma. El tiempo ha traído otros cambios, pues la Merindad evolucionó hacia el sistema organizativo de la Comunidad de Villa y Tierra, por el que el señor de Cea cobraba rentas a los habitantes de los pueblos de su zona de influencia (entre ellos Banecidas, Castellanos y Santa María del Monte de Cea) y ejercía su señorío jurisdiccional mediante sus representantes en Cea: el alcalde mayor, el regidor y el escribano.
En 1602 Don Francisco Gómez de Sandoval y Rojas, Duque de Lerma y valido del rey trae a Felipe III de España a cazar a sus dominios en Cea. Los pobladores de la zona tuvieron que alojar, contribuir con dinero y alimentos al mantenimiento de los visitantes y servir como ojeadores durante la caza.
A finales del siglo XVII, varias personas de Banecidas actúan como testigos durante un juicio por cuestiones de lindes entre Villamizar y la comunidad de Foncavada, lo que nos permite conocer a algunos de sus habitantes: el regidor Alonso López, Domingo Fernández y el cura Don Manuel Pardo de la Prenda. Durante la comunicación de la sentencia a los habitantes de Vanezidas, el escribano hace una relación de sus quince vecinos, lo que nos proporciona algunos nombres más: Matías Blanco, alcalde; Domingo Elías, regidor; Francisco Fernández, procurador concejil.

#### SigloXVIII

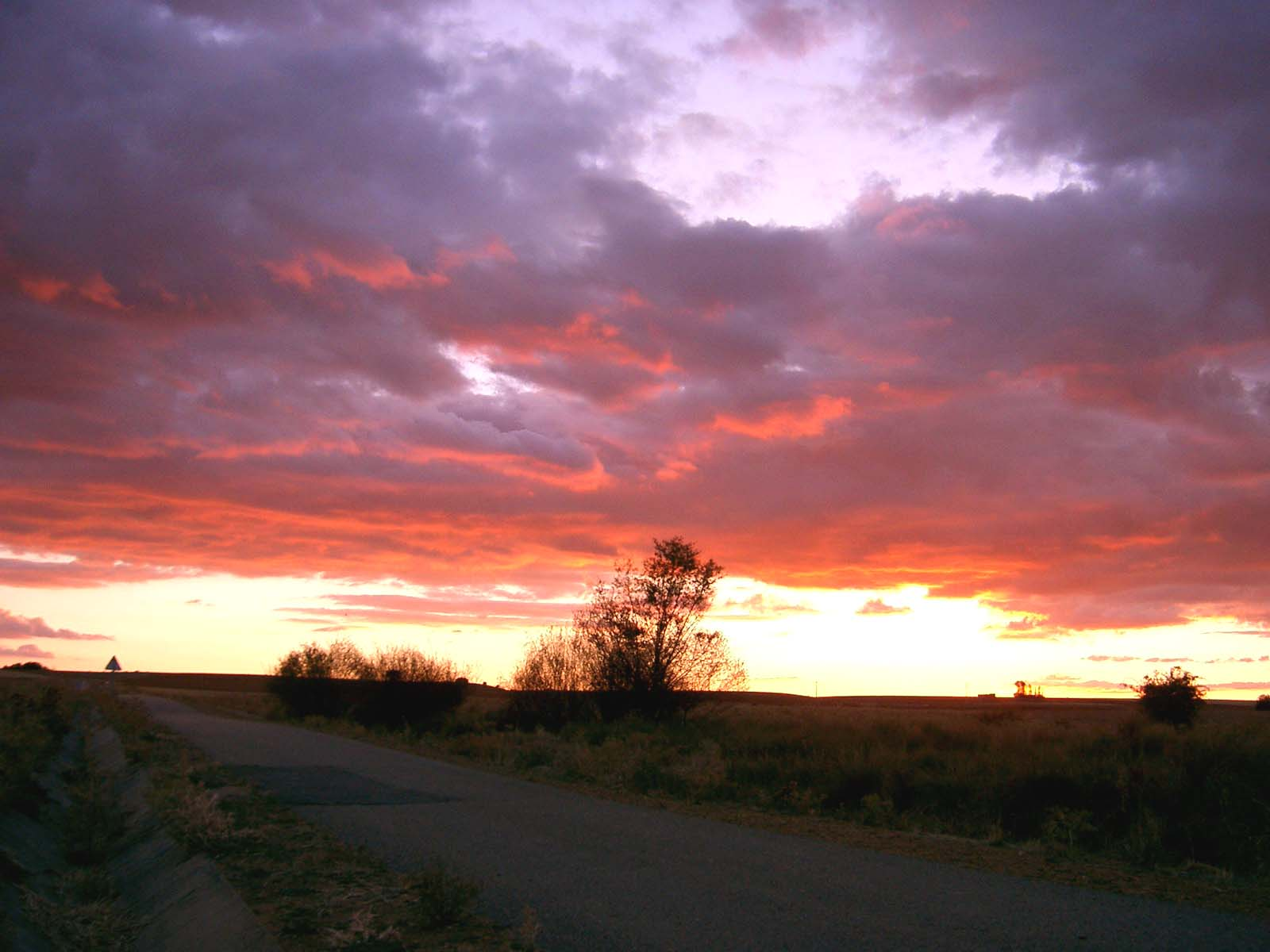

Un nuevo enfrentamiento civil, la guerra de sucesión española, trae un cambio de dinastía en la monarquía española, la Casa de Habsburgo da paso a la Casa de Borbón. Inspirados en el nuevo pensamiento de la época, la Ilustración, una minoría ilustrada intentará analizar las causas de la crisis y poner el práctica las reformas necesarias para mejorar el país. Uno de los ejemplos de esa actividad es la encuesta de 40 preguntas a la que fueron sometidas las poblaciones de Castilla entre 1750 y 1754, con las que se elaboran Respuestas Generales del Catastro del Marqués de la Ensenada.
Sobre Banecidas encontramos 48 páginas que aportan muchos detalles sobre el pueblo y las condiciones de vida de sus habitantes. Antes que nada, a los representantes del Concejo se les toma y dan “juramento por Dios Nuestro Señor y una señal de la Cruz, que le hicieron bien y cumplidamente como de derecho se requiere, bajo del cual prometieron decir verdad de lo que supieren y les fuere preguntado”. Si fueron absolutamente sinceros en sus respuestas, sólo ellos lo saben, pero de lo que no cabe ninguna duda es del celo de los representantes reales en el ejercicio de su cometido, pues el Contador Real, después de revisar todo el documento, añade unas notas precisando algunos extremos y subsanando la omisión de algunas tierras propiedad del Común del lugar.
El pueblo, de unas 25 casas, cuenta con 14 vecinos menores de sesenta y mayores de dieciocho dedicados a la labranza y una 1 viuda. Algunos de ellos aparecen en el texto: Pedro Fernández, Facundo Marima (¿?), Fabian (¿?) Blanco, Mateo Blanco, Mateo Baldeón, Antonio Saravia o Juan López. El cura párroco es Don Gregorio Pacho, y también vive en Banecidas un Capellán de Castellanos, Don Fernando Pacho. Esteban Amores es tejedor de lienzos por encargo. Se hace referencia a siete criados y tres pastores mayores de dieciocho años. Afirman categóricamente que entre ellos no hay ningún pobre de solemnidad.

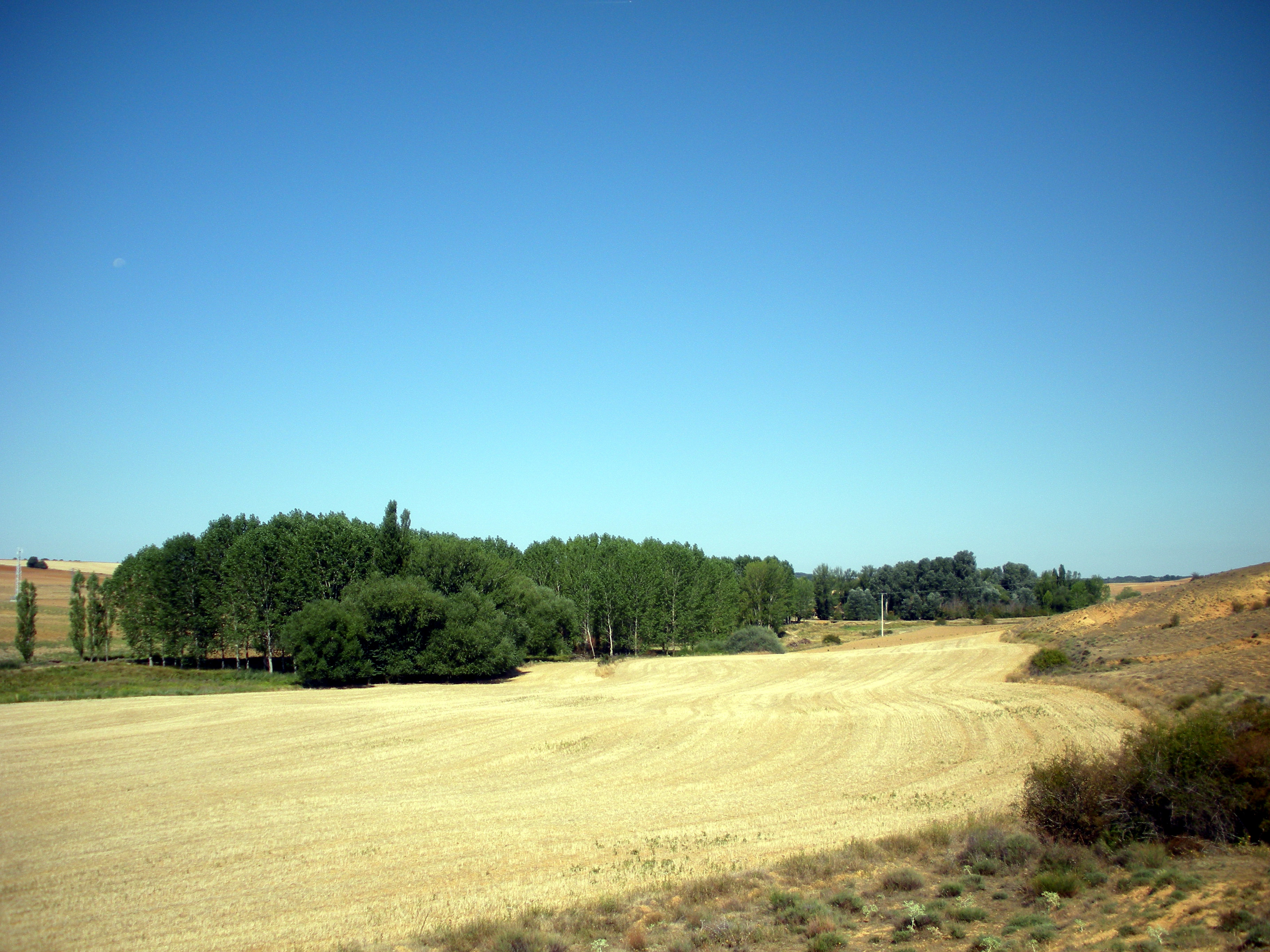

El término cuenta con unas 1.832 fanegas de tierras de secano, que sólo permiten cultivar cereales cada dos años: 972 fanegas al cultivo de centeno (un tercio de segunda calidad y dos tercios de tercera), 636 fanegas al trigo (una cuarta parte de primera calidad, dos partes de segunda y otra cuarta parte de tercera) y sólo ocasionalmente se cultiva pequeñas extensiones de avena. En el total también se incluyen 5 fanegas de mediana calidad para la producción anual de forraje, 70 de prados anuales, otras 77 de prados bianuales y 134 fanegas de tierras incultas por naturaleza, montes, campos y ejidos reales dedicados al pasto.
Las medidas de superficie de tierras que se utilizaban eran la carga, la fanega (una cuarta parte de una carga) y el celemín (1/48 parte de una carga) y no empleaban otros sistemas de medición como los pasos, las varas o los estándares usuales en otras zonas. La fanega, como unidad de superficie, se vinculaba a la fanega de sembradura, que era la superficie de terreno que se sembraba a mano con una fanega de simiente de cereal, de tal manera que, según la calidad de la tierra, se requería más o menos grano por unidad de superficie. Además, las denominaciones de carga, la fanega y el celemín también se utilizaban como medidas de capacidad o volumen de cereales, variable según los lugares.
El valor económico de la producción agrícola anual del lugar podía rondar los 30.000 reales brutos. Para la determinación de esta cuantía hemos tomado los datos de productividad de las tierras, que era bastante baja, pues por cada fanega de simiente utilizada en la siembra sólo se obtienen 5 fanegas de cereal en las tierras de primera, 4 fanegas si es de mediana calidad y 3 fanegas en las más pobres. También hemos tenido en cuenta los precios de la época, que para una fanega de trigo era de 12 reales, 9 para el centeno y 4 para la avena. La hierba se destinaría mayoritariamente al consumo de los animales de labranza, pero aportamos el dato de que un carro se vendía a 30 reales.

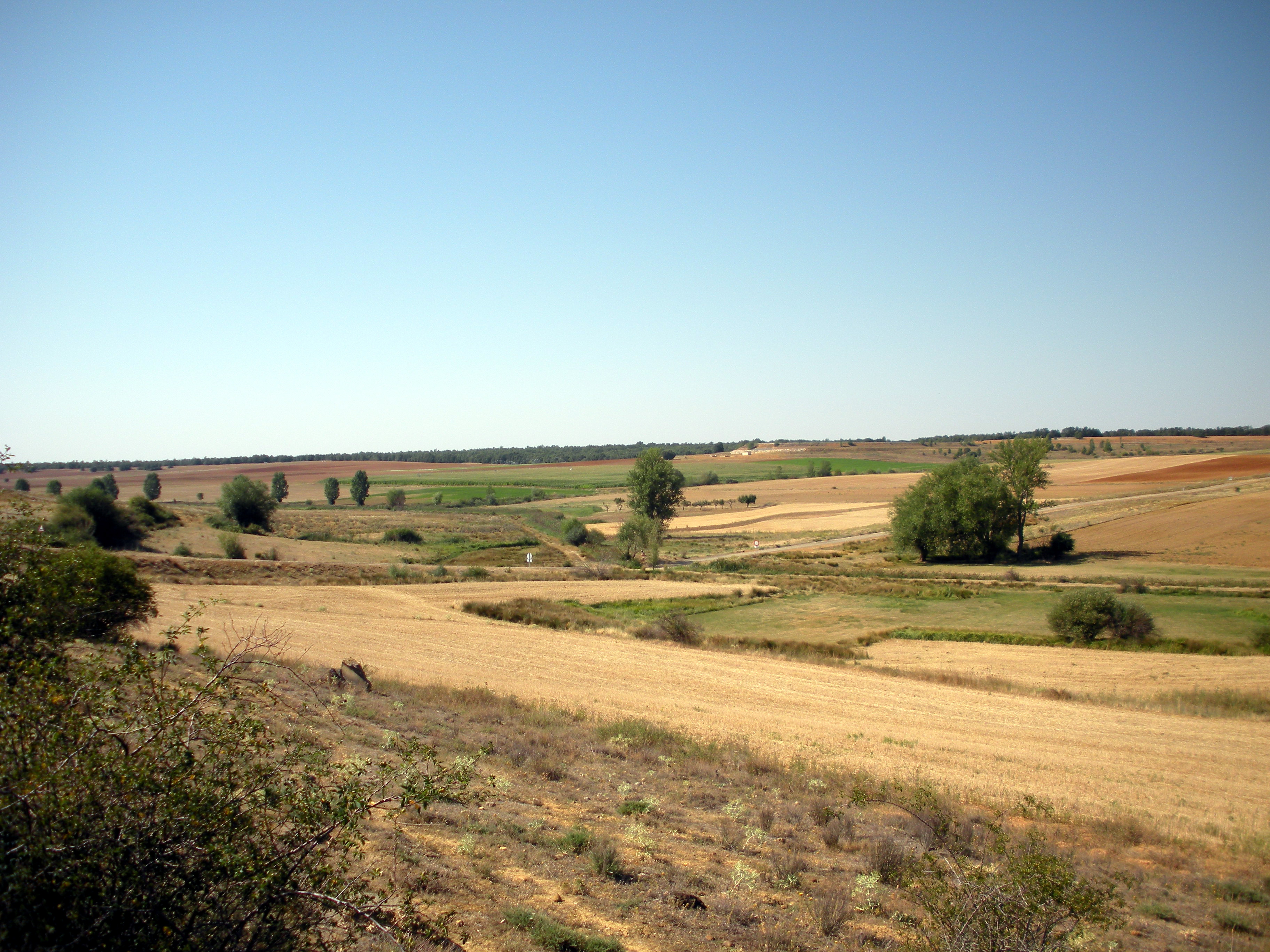

Sólo se hace mención a la existencia en el término de algunos plantíos de chopos y sauces, siendo el más importante el existente en la era abajo. No queda constancia de la existencia de árboles frutales ni de viñedos.
Para las labores del campo cuentan con bueyes de labranza, pero algunos vecinos sólo contaban con un buey o una vaca. También se dice que en el pueblo hay vacas, caballos, asnos, ovejas, cabras, cerdos y gallinas, pero sin indicar cantidades, así como 2 palomares y 11 colmenas de abejas.
El Concejo tiene entre sus bienes algunas tierras y prados, una fragua y el arrendamiento de la taberna de vinos a un vecino de Bustillo de Cea.

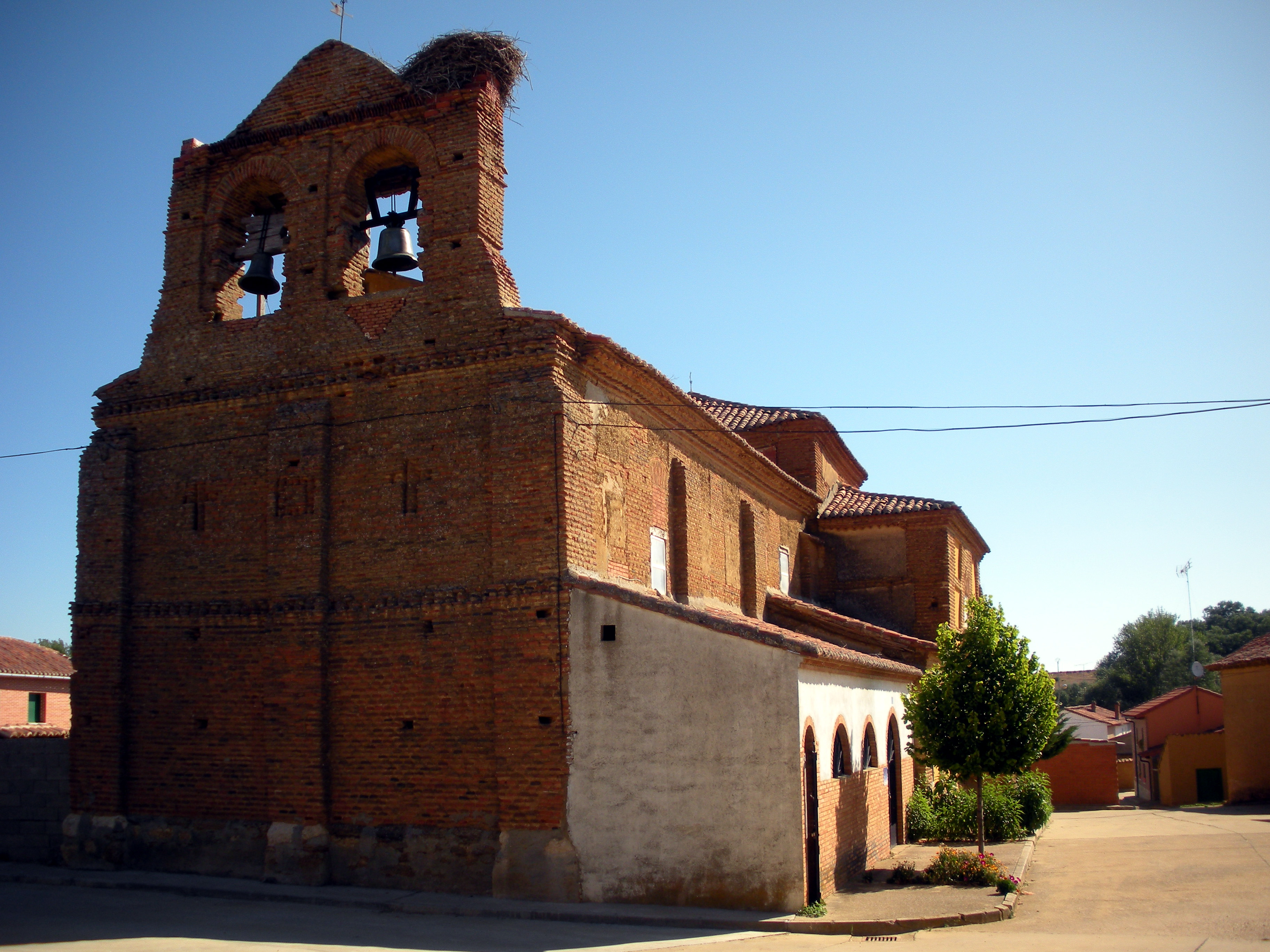

Pero los habitantes también tenían que pagar unos 3.527 reales anuales por diversos conceptos y cargas. Algunas obligaciones eran fijas y otras proporcionales a la producción, algunos pagos se hacían en metálico y otros en especie. Veamos algunos ejemplos:
• En concepto de derechos de Cientos y Millones (impuesto sobre el consumo de determinados productos) se ingresaban 864 reales anuales en las arcas de la ciudad de León, además de otros 96 reales en concepto de servicios ordinarios y extraordinarios.
• El denominado Diezmo del rey suponía otros 108 reales, que se repartían entre el Cabildo de León (dos cuartas partes del total: 3 fanegas de trigo y 2 de centeno), el Conde de la Gomera (una cuarta parte: 1 fanega y 6 celemines de trigo y 1 fanega de centeno) y la iglesia del lugar (otra cuarta parte de los mismos productos y cuantía que percibía el conde).
• El Diezmo eclesiástico representaban otros 1.517 reales. Al Obispo de León le correspondía una parte de los Diezmos Mayores (22 fanegas de trigo, 16 de centeno, 9 celemines de cebada) y dos partes eran para el cura del lugar, a las que sumaba otros beneficios en concepto de Diezmos Menores, llamados en el documento Baragañeros (en total serían unas 46 fanegas de trigo, 41 de centeno, 1 fanega y 3 celemines de cebada, 5 fanegas de avena, 13 corderos, 3 arrobas de lana, 6 pollos, 6 reales de forales de criados).

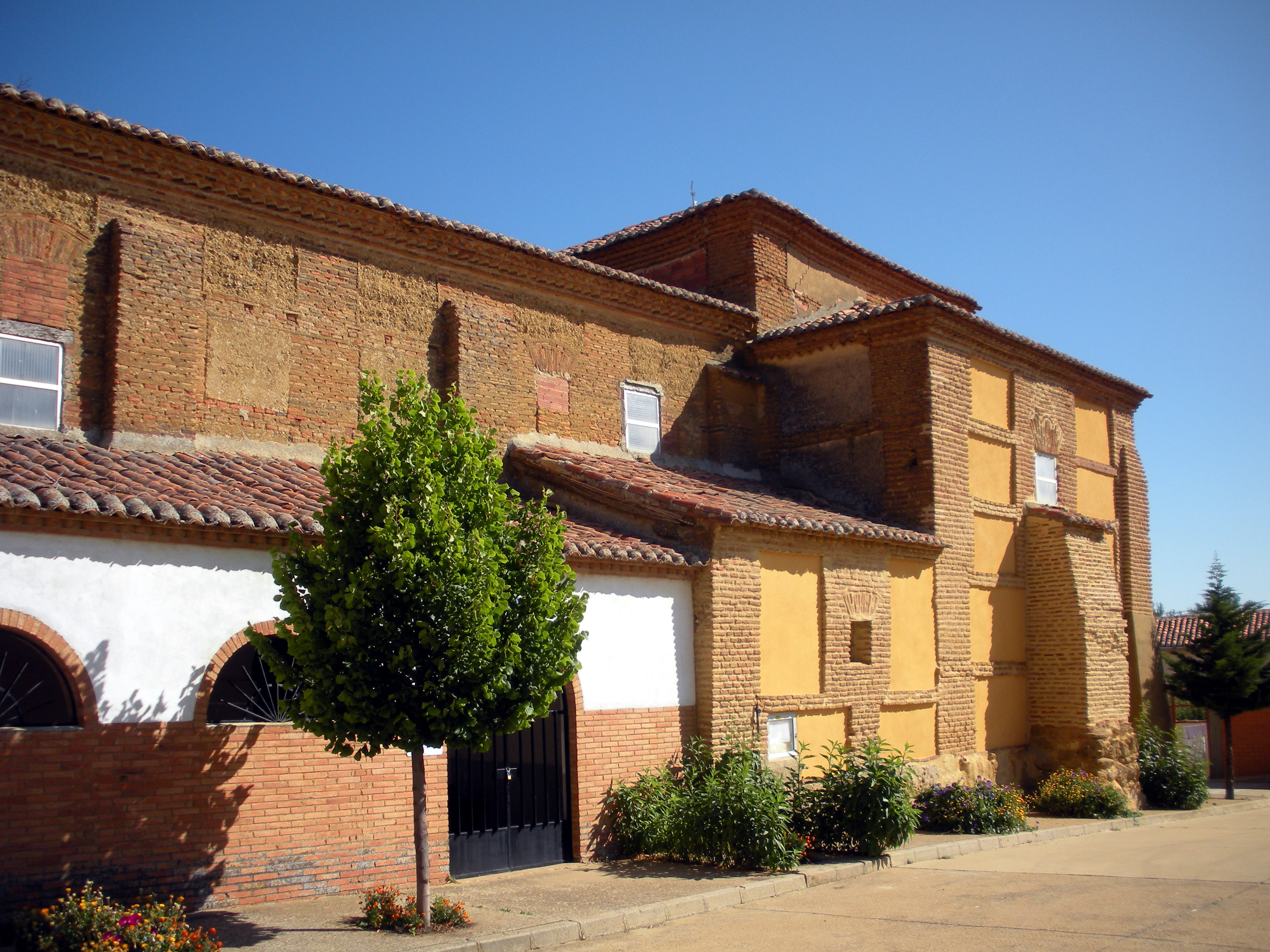

• La iglesia del lugar también percibía las Primicias, por un valor de 90 reales (unas 7’5 fanegas de trigo), distribuidas entre los vecinos de manera que el labrador de una yunta pagaba un cuarto de trigo, y 3 celemines de trigo el que no tenía más de media labranza.
• Los canónigos de la Catedral de León ingresaban 35 reales (2 fanegas y 11 celemines de trigo) en concepto de limosna y Voto del apóstol Santiago, por el que cada vecino que ponía era en verano, pagaba 2 celemines y medio de trigo.
• El Conde de la Gomera recibía otros 219 reales de las Alcabalas, sin que los vecinos sepan decir en virtud de que título gozaba de ese privilegio. Como señor del lugar también cobraba otros 26 reales por diversos conceptos.
• El Común satisfacía otras cargas anuales en favor del cura (por rezos, letanías y ofrendas del Concejo), a los fieles y jurados de Cea (por el cotejo de pesos y medidas), a la Catedral de León, al Hospital y Casa de Locos de Valladolid, por redención de cautivos a la Casa Santa de Jerusalén, Reales Derechos de Mesta, al campanero que avisaba de la llegada de tormentas (nublos), para la composición de puentes, fuentes y caminos.

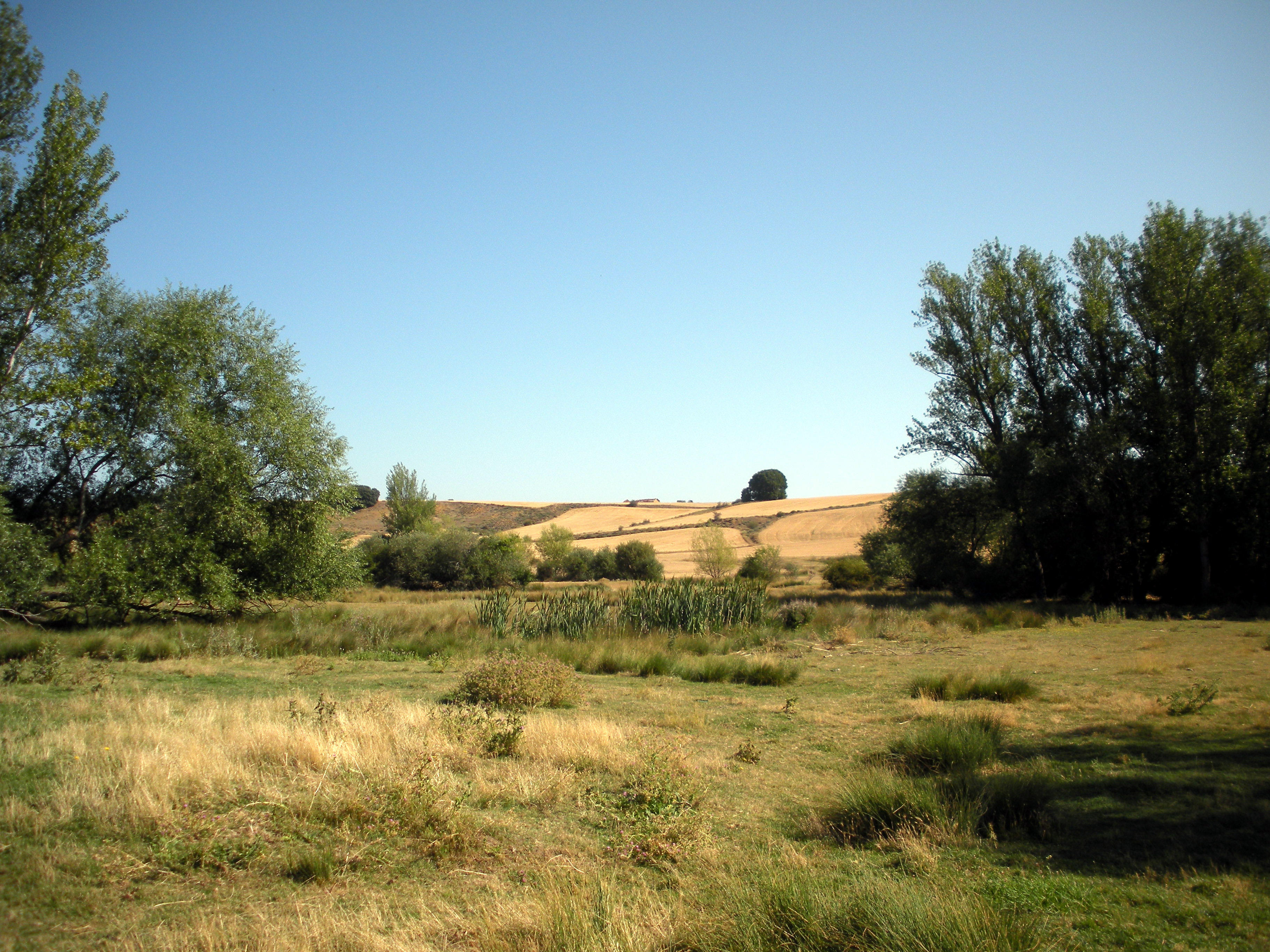

• Además el pueblo tenía contraídos dos censos (un tipo de crédito hipotecario) que suponen un desembolso anual de 390 reales.
Para hacernos una idea del resultado de un duro año de trabajo, partamos de los 30.000 reales que podía valer la cosecha en un año normal, restemos la tercera parte dedicada a la siguiente siembra, otro tercio para la modesta alimentación de sus habitantes, los 3.527 de impuestos variados, las rentas a los propietarios de algunas tierras, las reservas en previsión de los años de mala cosecha. La mayoría de la población debía tener escasos “beneficios”, siempre y cuando no se viesen mermados por desgracias personales (muerte, enfermedad), malas cosechas continuadas o la pérdida de los animales de labranza, y la economía de muchas familias estaría en los límites de la mera supervivencia, pues sólo contaban con un animal de trabajo, tenían pocas tierras, eran criados o pastores.
En otro orden de cosas, los problemas de límites entre Villamizar y la comunidad de Foncavada no debieron quedar completamente resueltos en el siglo anterior, pues en el año 1788 volvemos a encontrar a un escribano comunicando el resultado a los representantes de concejo de Banecidas: Manuel García, Agustín Blanco y José Fernández, que dieron poder a otro vecino llamado Santos Alonso, para que los representara durante amojonamiento de las tierras entre la dehesa de Valdellán y el término de Banecidas.

### Edad Contemporánea

#### SigloXIX

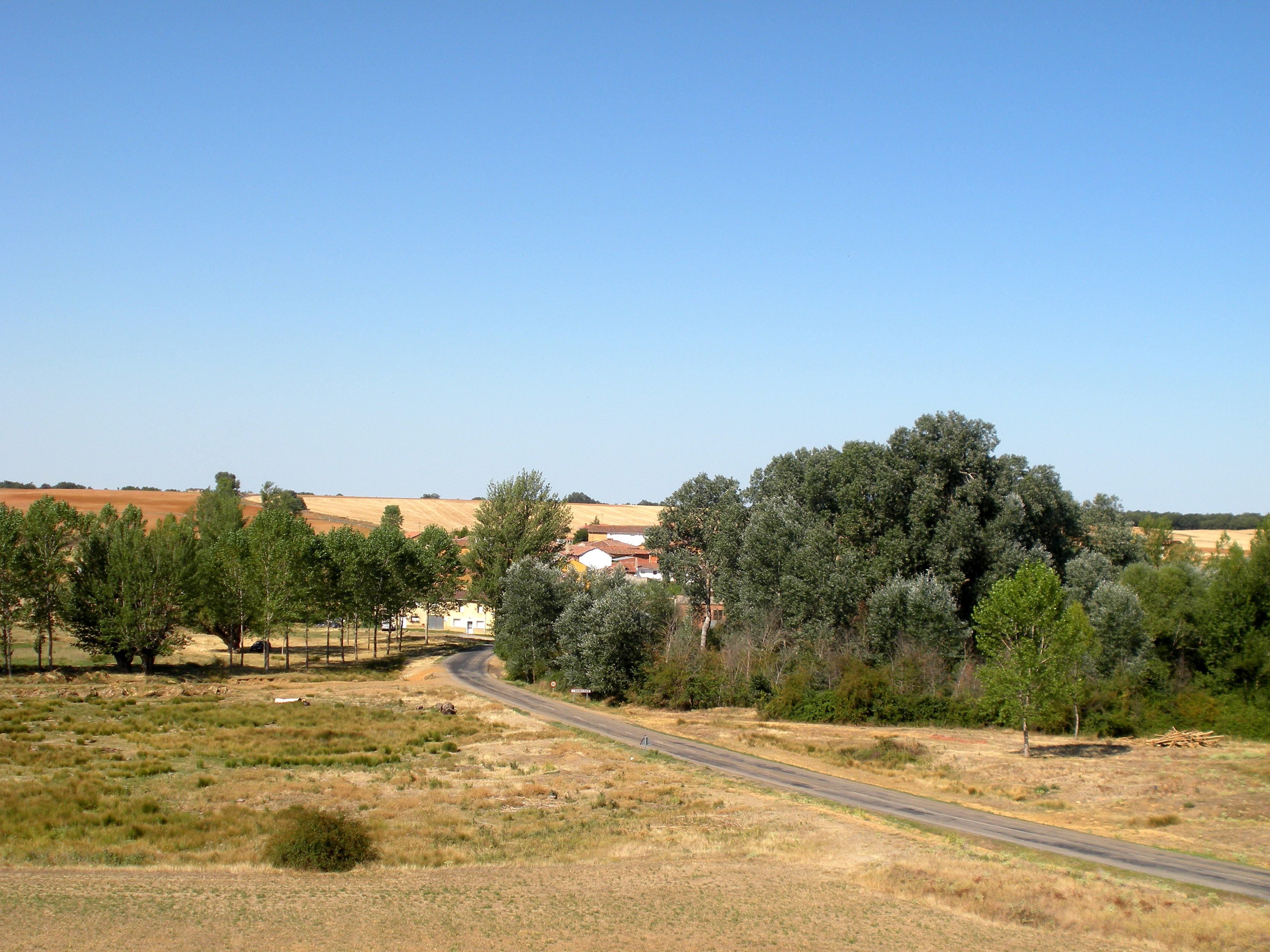

Mientras que en otros países ya se había extendido el empleo de nuevas técnicas de cultivo y construido las infraestructuras necesarias para mejorar la producción agrícola, el atraso en el campo español se agravó durante los años de la guerra de Independencia. Las Cortes de Cádiz abolieron el señorío jurisdiccional, el vasallaje y las prestaciones personales al señor, mientras que las colonias americanas se independizan.
El absolutismo de Fernando VII empeoró la situación, desechando los proyectos ilustrados de mejorar del país y persiguiendo a aquellos que exigían reformas. La cría de animales y las cosechas disminuyen hasta el punto que el gobierno se vio obligado a reducir el diezmo durante el trienio liberal (1820-1823). Diez años después ni siquiera se anota el pago de diezmos.
Los españoles se enfrentarán surante todo el siglo por el sistema de gobierno a seguir (monarquía absoluta, liberalismo, monarquía constitucional, república…), pero no pondrán en práctica soluciones a los problemas existentes.
Don Sebastián Miñano y Bedoya, escribió el Diccionario Geográfico-Estadístico de España y Portugal publicado en el primer cuarto de siglo. En ese texto encontramos una entrada referida a Vanecidas en la página 250 del tomo IX, que remite a la denominación Banecidas del tomo I, página 372, del que se dice que es un pueblo de la provincia y el obispado de León, bajo la jurisdicción de Cea. Sus 28 vecinos y 96 habitantes viven del cultivo del trigo, la cebada, el centeno, avena, legumbres y algo de lino, así como de la cría de ganado lanar. Cuenta con telares de lienzos y estameñas para la confección de tejidos bastos de lana con los que satisfacer las necesidades de sus habitantes. Se refiere la existencia de un pósito en el que se guardaba alguna cantidad de cereal en previsión de situaciones de necesidad. El texto incluye que los habitantes tienen que abonar 451 reales con 12 maravedíes en concepto de contribución , cantidad en la que seguramente no están incluidos diezmos eclesiásticos que no fueron formalmente suprimidos hasta 1837 (transformándose en la contribución de culto y clero) y otras cargas. Así mismo se menciona la existencia de derechos enajenados por importe de 106 reales. En el Suplemento (Tomo XI) se indica que según datos del censo de 1797 Banecidas estaría poblada por unos 129 habitantes.

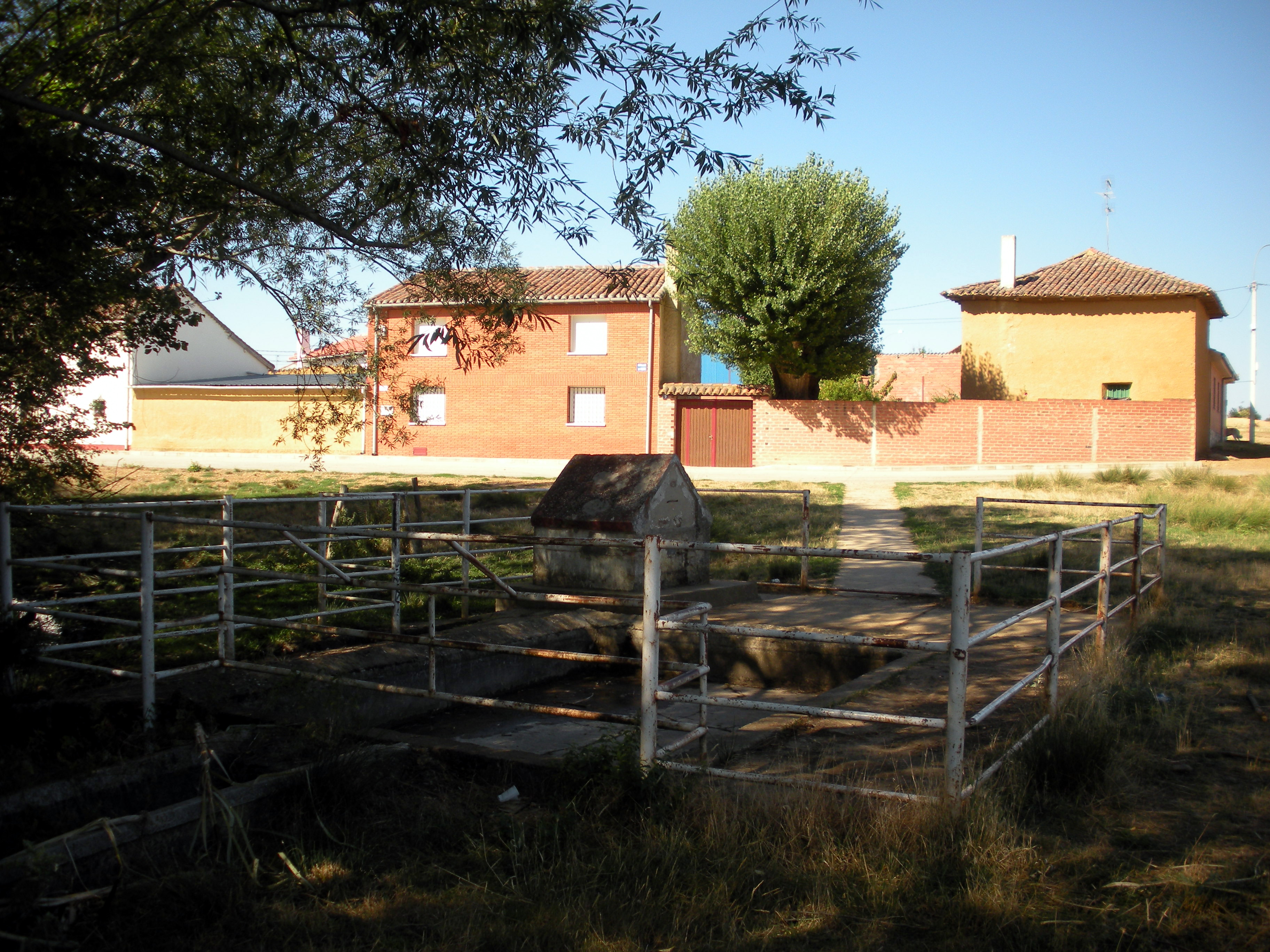

Entre 1845 y 1850 se publica el Diccionario geográfico-estadístico-histórico de España y sus posesiones de ultramar de Pascual Madoz, en cuya la página 610 del tomo XV, también describe a Vanecidas, como un pueblo integrado en la nueva organización administrativa del reino: su ayuntamiento es Villamizar, pertenece a la provincia y diócesis de León, se encuentra en el partido judicial de Sahagún, y de la Audiencia Territorial y Capitanía General de Valladolid.
Sus 30 vecinos (unos 124 habitantes) se dedican a la agricultura y la ganadería, aunque algunos hacen lienzos caseros en telares. Un maestro, pagado por los padres, imparte las primeras letras, las cuatro reglas y doctrina cristiana a catorce niños.
La población padece ocasionalmente de tercianas, atribuidas al clima frío y algo húmedo, aunque en verdad se trata de fiebres ocasionadas por diversas enfermedades.
El número de casas es similar al siglo anterior. Cumpliendo la ley, ya hay cementerio en paraje ventilado y se ha dejado de enterrar dentro de la iglesia. El agua es buena y potable y la calidad del terreno mediana, dedicada a la producción de trigo, centeno, cebada, legumbres, lino y pastos. También se cría ganado, se pueden cazar varias especies de aves y es posible pescar truchas. Los caminos se dirigen a los pueblos limítrofes y a Sahagún, de donde se recibe la correspondencia.

#### SigloXX

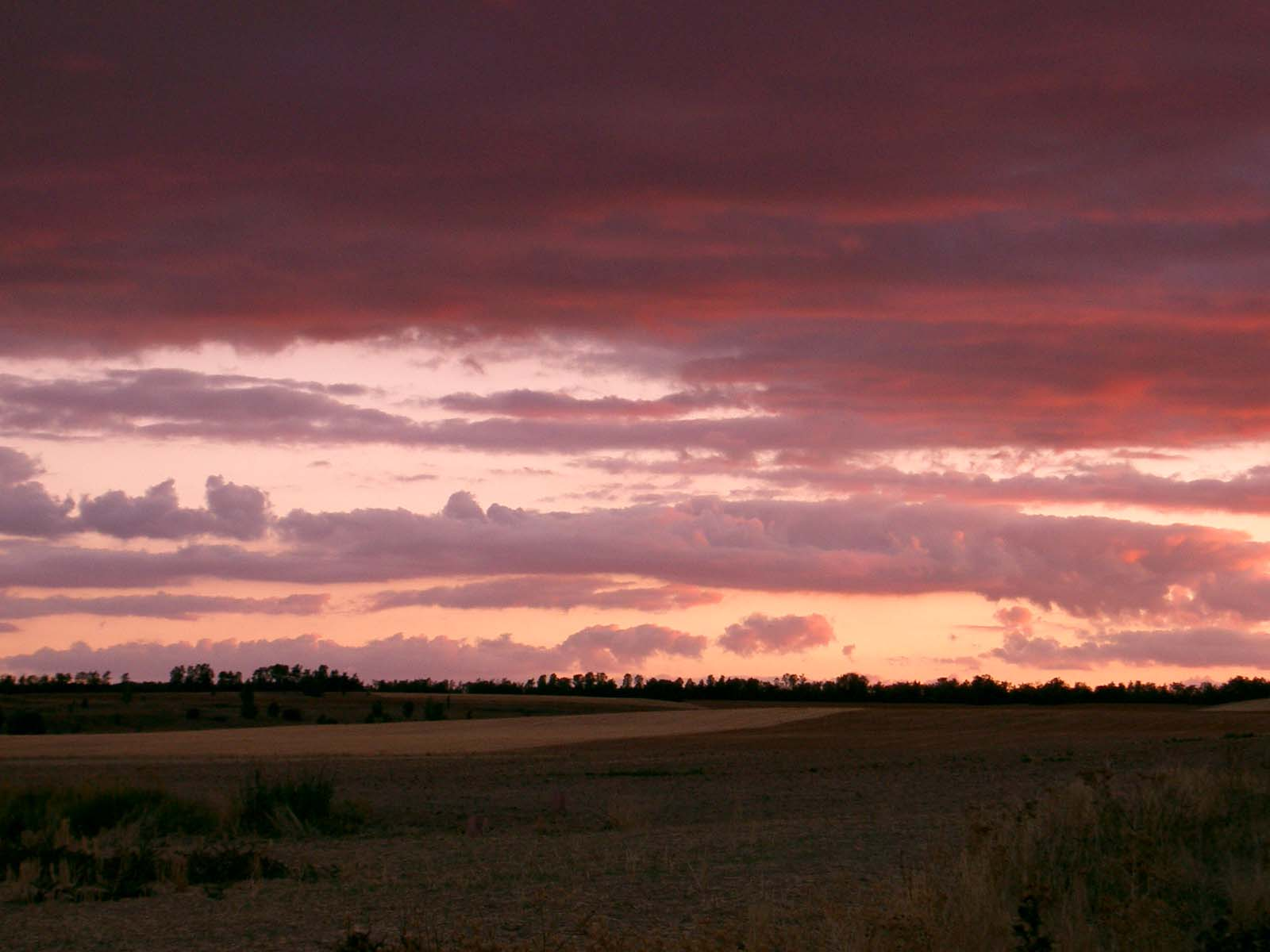

Después del repaso a los siglos anteriores se puede decir, sin ningún género de dudas, que Banecidas ha vivido algunas de sus mayores transformaciones en estos últimos 100 años.
En lo político el siglo comienza una monarquía, relativamente democrática, que nos llevó del desastre de la guerra de Cuba al fracaso en la invasión del norte de África, y a la instauración la dictadura del general Primo de Rivera. Con posterioridad se celebran unas elecciones municipales, como primer paso para recuperar la democracia, en las que los partidos republicados ganan en las grandes ciudades. Sahagún será una de las primeras localidades en proclamar la Segunda República.
Durante la guerra civil murieron, como mínimo, dos jóvenes de Banecidas, uno en el ejército de cada bando. En la comarca se reprime a los republicanos moderados y algunos aprovechan para saldar cuentas por otros temas. Mueren fusilados varios maestros, entre ellos el de Villamol y el de Villamizar Don Darío Martínez, mientras que en nuestro pueblo, el querido Don Juan, salvó su vida en el último momento gracias a la ayuda de un guardia civil, aunque nunca volvió a ser él mismo. Hay rumores de personas escondidas o de paso por los montes de los alrededores. Siguen los años de la dictadura de Franco y, finalmente, un nuevo periodo democrático.
La paulatina mejora de la alimentación, las condiciones higiénicas y los cuidados médicos durante la primera mitad del siglo XX, harán que en esa época Banecidas alcance su mayor número de habitantes. Pero también se inicia el proceso de despoblación del lugar como resultado de la continua emigración de los jóvenes en busca de un futuro mejor, proceso que alcanza su punto álgido en la década de los años 60 y 70. En muchos aspectos sus habitantes disfrutan hoy en día de mejores condiciones de vida que sus antepasados, pero también padecen la tristeza de ser mayores, no tener nada que hacer y vivir lejos de su familia.
Podemos ver algunos ejemplos de todo lo dicho anteriormente. Si en los años veinte las escuelas del pueblo estaban llenas de niños, a final de los años setenta vivimos su cierre y la agrupación de los escasos alumnos en otros centros escolares. Al menos los locales han servido para tener un Teleclub y disfrutar del avance que supuso el consultorio médico. Se asfaltó la carretera, empezó a circular el coche de línea, en los sesenta llegó la electricidad a todos los hogares, después el agua corriente en los años ochenta, los coches, los pequeños y grandes electrodomésticos, el teléfono particular… Pero al mismo tiempo se malvendió el retablo y desaparecieron ornamentos de la iglesia, se extinguieron los cangrejos del río, “La Ramona” nuestra gran encina murió, el trinquete del juego de frontón quedó abandonado, los lavaderos públicos dejaron de usarse y los maderos de las esquinas, donde se reunían los vecinos al mediodía y al atardecer, están tristemente vacíos.

#### SigloXXGrandes momentos de la historia de Banecidas

##### Años 20.- El día que un biplano aterrizó en la Campera

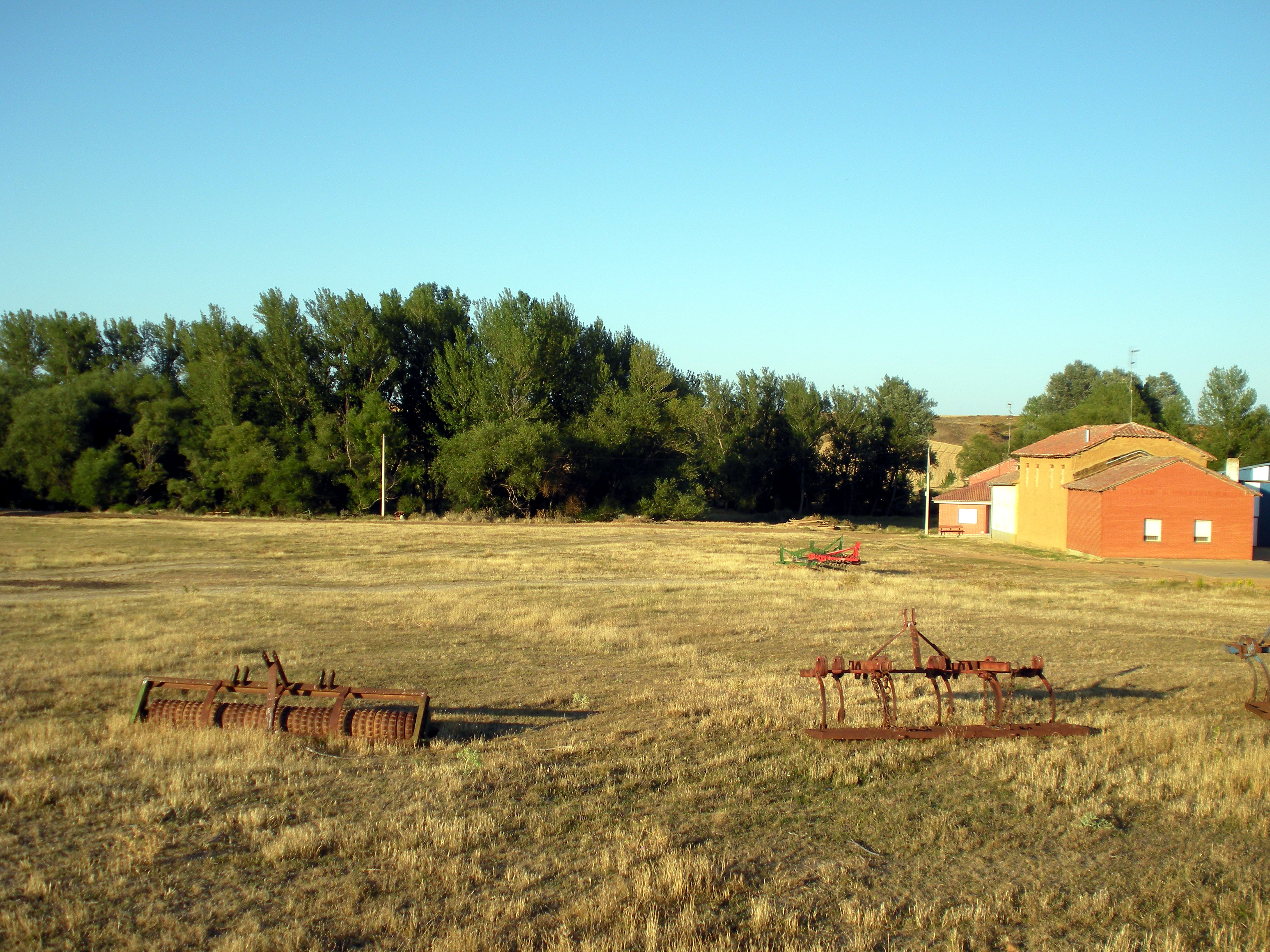

Seguramente era un día como otro cualquiera, y en el pueblo cada uno se dedicaba a sus cosas. Los vecinos empiezan a oír un ruido monótono y continuo, todavía demasiado lejano. Tal vez no les es del todo desconocido, pero seguro que no es habitual en sus tranquilas vidas. El sonido se va acercando y algunos comienzan a levantar las cabezas hacia el cielo. Pero algo pasa… vuela muy bajo o el zumbido del motor se entrecorta por momentos… Continúa descendiendo y de pronto se hace el silencio. Alguno se quedaría mirando al vacío, hipnotizado por la sorpresa, pero otros empezaron a correr ladera arriba. No sabemos si alguien volvió con la noticia, pero muy pronto todos, grandes y pequeños, se pusieron en camino. Un biplano había aterrizado en la Campera y nadie se lo quería perder. Al lado de la extraña máquina hay un hombre muy alto, con una vestidura de una sola pieza de un blanco que no habían visto antes. Algunos niños pensaron que era un ángel.

##### Años 30.- El badajo

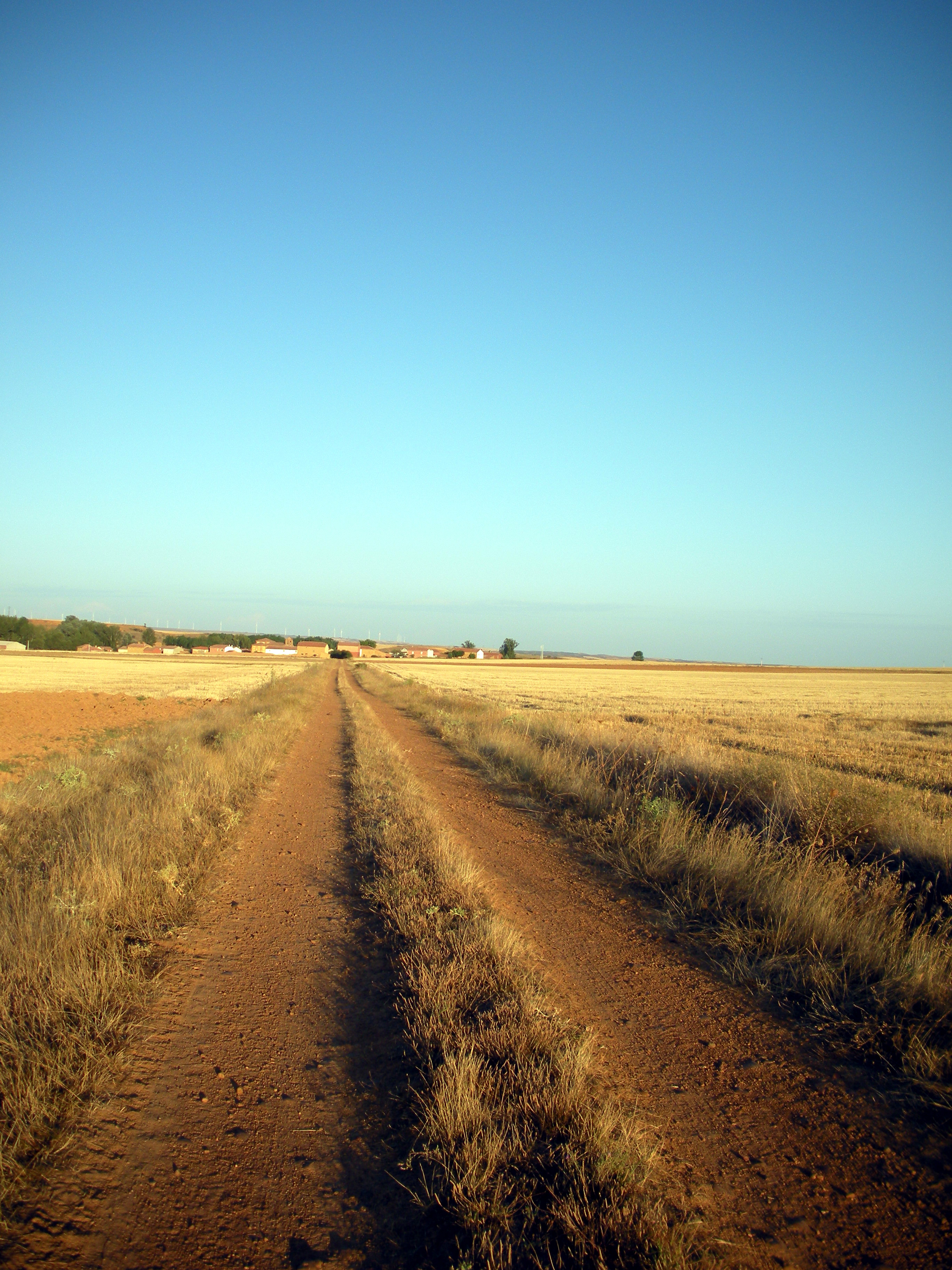

Hoy el sonido de nuestra campana es excepcional, pero hasta hace unos años marcaba las horas de nuestra vida diaria como si fuese un reloj. Los ritmos de los toques eran variados, como sus significados: misa, quema, concejo, suelta de los bueyes, difunto, ánimas …

Siempre había sido así, pero un día el cura Don Felicísimo decidió cerrar con una puerta la entrada al campanario, bien para impedir el acceso del pueblo, bien para evitar el abuso de toques por los mozos, que las dos versiones se han escuchado.

Naturalmente el Concejo y los vecinos no estaban dispuestos a perder sus derechos. Después de las palabras vinieron los hechos y la confrontación con el párroco no se hizo esperar. Desde la iglesia, el cura tiró de la cuerda y las campanas no emitieron ningún sonido. Aquella noche alguien había roto la puerta y se había llevado los badajos.

El cura salió del pueblo y se marchó camino de Villacintor, mientras los mozos volvían a atar los badajos a las campanas e hicieron sonar el "toque de gloria".

##### Años 30.- Todos a una, como en Fuenteovejuna

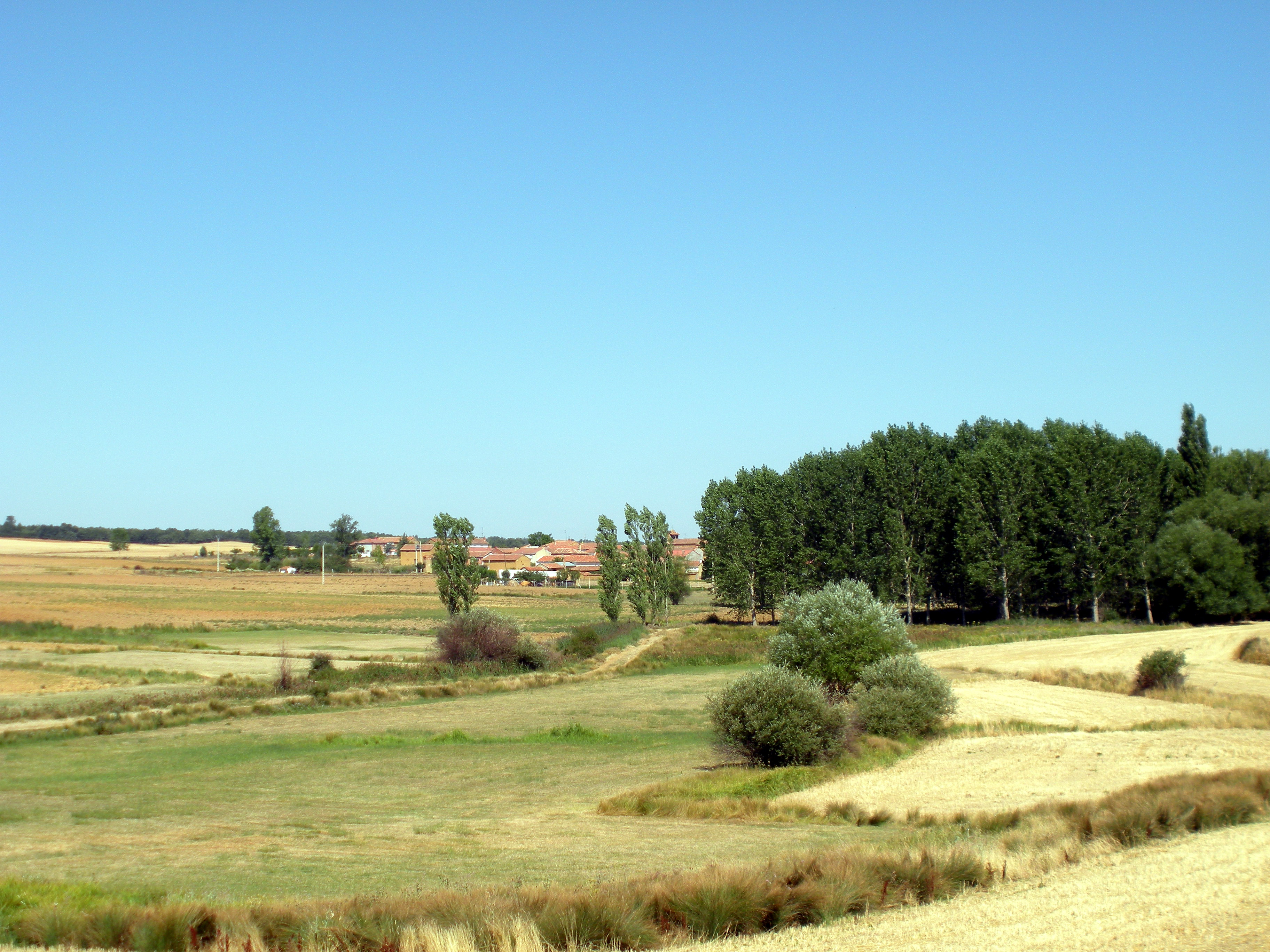

Mucho se ha debatido sobre si la literatura y el cine influyen sobre la sociedad o si es ésta la que aporta los argumentos. La cuestión queda ahí, pero lo que es cierto es que, en la década de los años 30, los habitantes de Banecidas protagonizan una historia que, salvando las distancias, parece un drama de Lope de Vega.

Un vecino de Sahagún, el Sr. Tocino, era el arrendatario del monte de Villamol y lo utilizaba como coto de caza. Pero los conejos son tantos que arruinan las cosechas en las tierras de Banecidas. Los vecinos protestaron repetidamente ante el Sr. Tocino y, hartos de no conseguir ninguna solución, deciden tomarse la justicia por su mano dando una batida en el monte. Los guardas huyen al ver acercarse a una muchedumbre armada de escopetas y aperos de labranza, y la cacería es todo un éxito. Los varales para curar los embutidos vuelven tan cargados de conejos que entran en el reparto hasta los que no fueron.

El Sr. Tocino denuncia los hechos ante la Guardia Civil, y éstos se presentan en el pueblo para averiguar los hechos y actuar contra los culpables. La respuesta de los vecinos es unánime: todos declaran haber participado en la cacería y explican los motivos que les han llevado a ello. Al final se deja correr el tema y en el recuerdo queda el sabor de las tajadas que se comieron aquellos días. Hay quien dice que, después de horas de interrogatorios, los guardias también comieron alguna.

## Agricultura y ganadería en elsigloXX

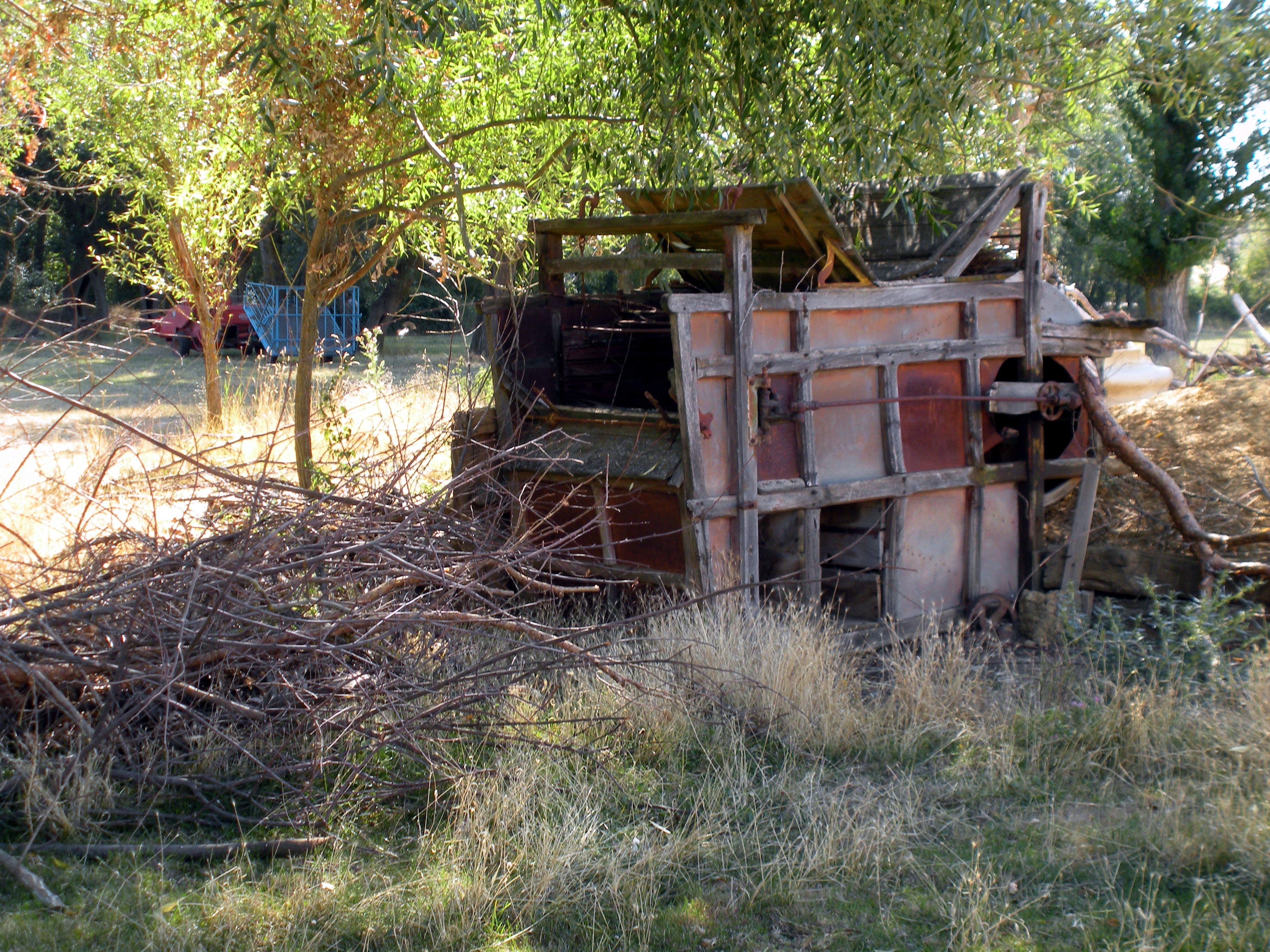

Como en siglos anteriores, la agricultura continuó vinculada al cultivo del cereal, de forraje para el ganado y, en menor medida y fundamentalmente para el propio consumo, de diversas legumbres (lentejas, garbanzos, titos...). A comienzos de siglo los vecinos necesitaban más tierras de cultivo y en 1924 solicitan autorización para roturar cien hectáreas en los montes llamados “las Calenturas y Valdeavaro, la Señara de Alfonsino y la Ladera de Hoyos”. En esa época también se extiende la plantación de majuelos para autoabastecerse de vino.

Durante la Segunda República se quiere dotar a la comarca de las infraestructuras necesarias para la producción de cultivos de regadío. La guerra civil y la pobreza de la posguerra paralizan el proyecto, después es olvidado durante años y cuando se rescate la idea en la década de los sesenta, la ejecución de las obras sufrirá continuos retrasos y aplazamientos.

Hasta mediados del siglo no se inicia una tímida mecanización de las labores del campo: la siega y el aviento a mano de los cereales, se sustituye por la segadora de tracción animal y las máquinas limpiadoras. Los agricultores mejoran sus condiciones de trabajo con la compra de los primeros tractores en los años setenta, y con la contratación de las cosechadoras en los ochenta.

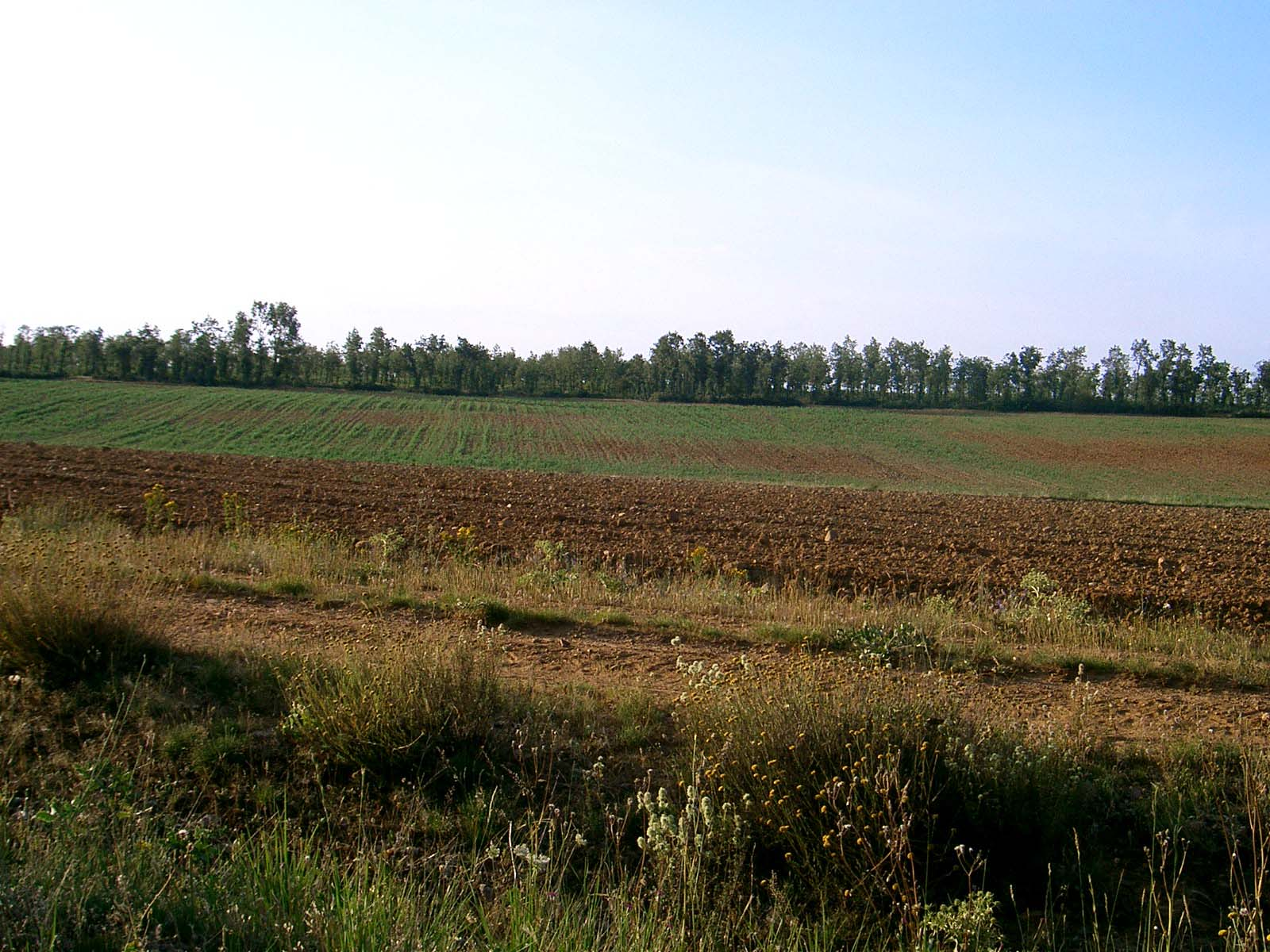

El envejecimiento de la población y los bajos precios del grano provocarán que cada vez sean menos los que puedan o estén dispuestos a vivir del campo. En la última década del siglo comienza la construcción del canal de los Payuelos, aparecen nuevos cultivos aprovechando el incipiente regadío (remolacha, maíz…), pero la política europea de reducción de producción vinícola ocasionará el descepe de los majuelos.

La ganadería también experimenta un gran retroceso en el último cuarto de siglo. Mientras que hasta los años 70 cuenta con varios pequeños rebaños de ovejas, vacas en los dos corrales del monte y en el pueblo, y otros animales, a partir de ese momento va disminuyendo el número de animales al dejar de ser necesarios para las tareas agrícolas (bueyes, caballos, mulas, burros…) o por la pérdida de su valor comercial (cabras, ovejas, conejos, gallinas…).

## Fiestas, costumbres y tradiciones
Santo Tomás de Villanueva. Se celebra el fin de semana coincidente con el tercer domingo de septiembre.